# Akrotiri (archeologické naleziště)
Akrotiri (řecky Ακρωτήρι) je archeologické naleziště na jihu řeckého ostrova Santorini. Jde o pozůstatky asi 3500 let starého města kykladské civilizace se silnými vlivy mínojské kultury. Objevil je roku 1967 řecký archeolog Spyridon Marinatos. Město, jehož původní název není znám, bylo podobně jako Pompeje náhle pohřbeno následkem sopečného výbuchu, a tak se zde dochovala řada artefaktů včetně vynikajících fresek.
Archeologické naleziště je pojmenováno podle blízké vesnice, která leží asi 700 m severozápadně na pahorku nad nalezištěm.

## Historie vykopávek
V roce 1867 těžila francouzská společnost na ostrově pemzu a pucolánový popel pro stavbu Suezského průplavu. Geolog Ferdinand Fouqué si přitom všiml zbytků starých prehistorických zdí a keramických střepů v údolí pod vesnicí a na sousedním ostrově Thirasia. Poprvé vystoupil s tezí, že zde leží neznámé, sopečným popelem zasypané sídliště. V roce 1870 nalezli archeologové Henri Mamet a Henri Gorceix u Balosu (řecky Μπάλος), severovýchodně od Akrotiri, zbytky zdí s fragmenty nástěnných maleb, obsahující mimo jiné i kresbu lilie, několik zásobních nádob a měděnou pilu. Fouqué datoval tyto nálezy do doby 2000 let př. n. l.
První vykopávky provedl v Akrotiri německý archeolog Robert Zahn. Nalezl jeden dům, zbytky rybářských sítí, zlatý náhrdelník a mnoho keramických střepů. K nim patřila také rozbitá zásobní nádoba, jejíž střep obsahoval nápis, který byl později přiřazen k lineárnímu písmu typu A. Bližší zařazení nálezů nebylo v té době možné, neboť o kykladské kultuře dosud nebylo nic známo. Vzhledem k tomu, že od roku 1900 docházelo k odkrývání archeologického naleziště Knossos na Krétě, zůstaly tyto nálezy na Santorini bez povšimnutí.

### Spyridon Marinatos
V roce 1939 zkoumal řecký archeolog Spyridon Marinatos vrstvy hornin z vykopávek jedné vily v Amnisosu na Krétě a jako první vyslovil tezi, že tamější pemza může pocházet z výbuchu sopky na Santorini. Přílivová vlna pak podle něho způsobila na Krétě zkázu mínojské kultury. Spatřoval v této katastrofě jádro legendy o Atlantidě. Jeho závěry byly ale ve vědeckém světě přijímány se skepsí.
O necelých třicet let později, po druhé světové válce a po ukončení řecké občanské války, kdy se stal profesorem archeologie na athénské univerzitě, se mu naskytla příležitost hledat důkazy pro svoji tezi při plošném archeologickém výzkumu přímo na ostrově Santorini.

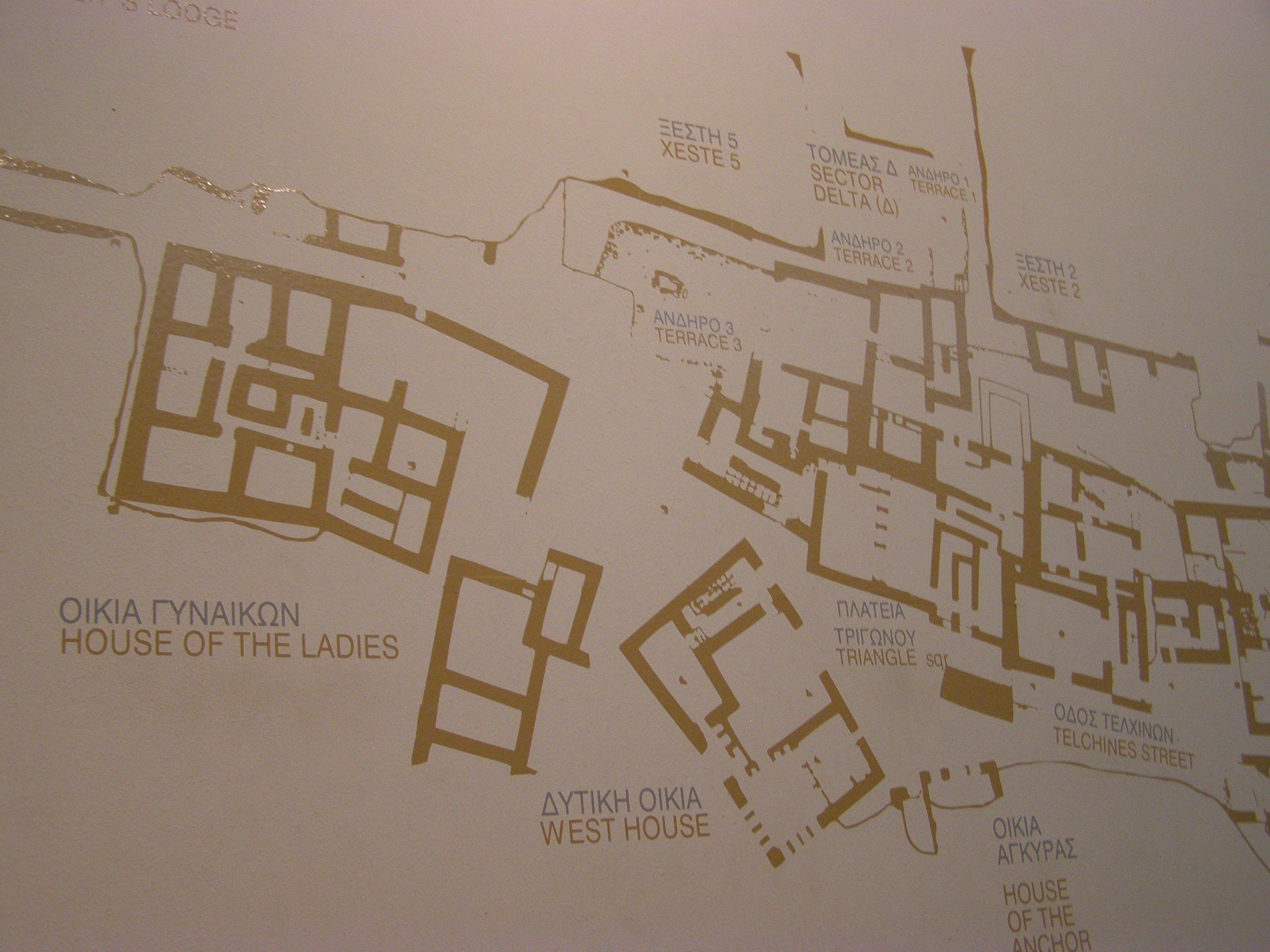
Plánek naleziště se Západním domem a Domem žen

V roce 1966 pátral na různých místech ostrova po stopách osídlení z doby bronzové James Watt Mavor jun., nebyl však příliš úspěšný. Marinatova myšlenka o zatopené Atlantidě ho zaujala, oslovil ho a k jejich osobnímu setkání došlo v roce 1967 přímo na Santorini. Marinatos pak převzal odpovědnost za veškeré výkopové práce na ostrově.
Shodou okolností se krátce poté dozvěděl o zedníkovi, který několik let předtím poblíž vesnice Akrotiri objevil dutinu, odkud se dalo vstoupit do podzemních prostor. Marinatos s Mavorem místo prozkoumali a zjistili, že odtud pocházejí velké kamenné hmoždíře, které místní obyvatelé využívají jako koryta ke krmení zvířat. Místo odpovídalo představám antických autorů, jakými byli Strabón a Pindaros, o osídlení položeném na planině u mořského pobřeží, bylo kromě toho orientováno k jihu, směrem k předpokládanému kulturnímu centru na Krétě.
Podmínky pro výkopové práce byly příznivé, neboť vrstva pemzy zde byla díky vysoké erozi zeslabena na méně než 15 m. Dne 25. května 1967 zahájili kopání. Již v hloubce čtyř metrů nalezli nádoby z doby bronzové. Druhý den narazili na místnost se zásobami, část dvoupodlažní budovy – místo, které je dnes označeno jako sektor Alfa. První výkopová sezóna přinesla nečekané výsledky. Marinatos a jeho tým nalezli sice město z doby bronzové, které vykazovalo blízkost mínojské kultuře známé z Kréty, mělo ale svoje vlastní charakteristické znaky. Sopečný výbuch přerval život ve městě a zasypal ho pemzou a sopečným popelem, takže zůstalo zakonzervováno stejně jako Pompeje a Herculaneum v Itálii. Prvotní vykopávky na tomto místě probíhaly formou tunelů, to se ale ukázalo jako neefektivní, a velmi brzy bylo proto přikročeno k celoplošnému odkryvu. 

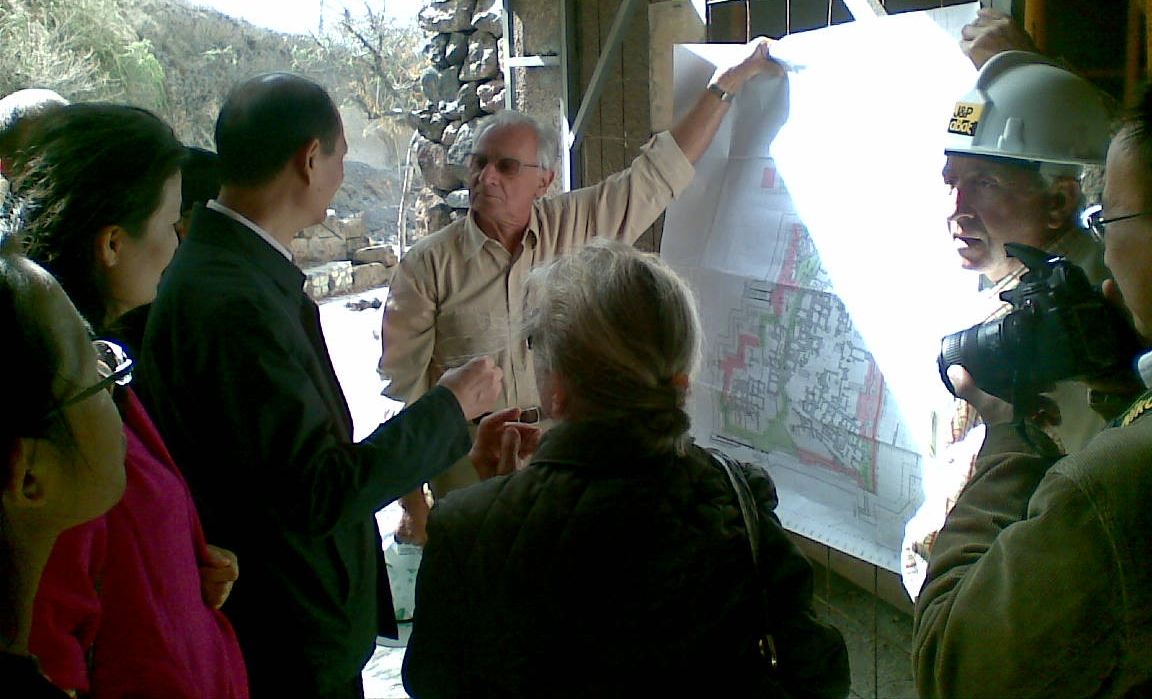
Christos Doumas v roce 2010

Na místě vykopávek přišel Spyridon Marinatos 1. října 1974 o život. Spadl naznak ze zdi, ze které pozoroval výkop, hlavou narazil na kámen a zraněním později podlehl. Poblíž místa neštěstí byl pohřben, připomíná ho tu náhrobní deska. Po jeho smrti byly výkopové práce přerušeny jen nakrátko a pokračují dodnes, a to pod vedením jeho tehdejšího asistenta Christose Doumase, rovněž profesora archeologie na stejné univerzitě v Athénách. Věhlas vykopávek u vesnice Akrotiri přetrvává i po Marinatově smrti, jeho teze o zničení krétské mínojské kultury v důsledku výbuchu sopky na Santorini však vzhledem k pozdějším výsledkům archeologického výzkumu na Knossu byla opuštěna.

### Dnešní stav
Po čtyřiceti letech soustavného výzkumu jsou odkryty zhruba dva hektary z předpokládaného mnohem většího města. V době zkázy se jednalo o sídliště z poloviny druhého tisíciletí před Kristem, přičemž toto datování není zcela jisté. Ranější stratigrafické vrstvy jsou prozkoumány jen zčásti, v místech, kam byly zasazeny podpěry střechy. Zde byly objeveny keramické střepy a jiné artefakty pocházející z období od mladší doby kamenné přes raná stádia doby bronzové až po nálezy příslušející kykladské kultuře.
Zatímco nad dosavadními nálezy byla vybudována střecha na ocelových pilotech a lze si je prohlédnout, na okraji areálu vykopávky pokračují. Nálezy byly zakryty střechou hned krátce po svém objevení; bylo třeba je ochránit před výkyvy počasí a intenzivním slunečním zářením. V letech 2002 až 2005 se dosavadní zakrytí postupně nahrazovalo novou konstrukcí, kterou požadovala Evropská unie. V září 2005 došlo k neštěstí, kdy se část nové střechy bezprostředně před dokončením zřítila, jednoho turistu zabila a šest dalších zranila. Kvůli pochybnostem o stabilitě střechy bylo naleziště uzavřeno. Během přerušení vykopávek se archeologové věnovali vyhodnocování dosavadních nálezů, zejména z hlubších šachet, a získávali nové poznatky o prehistorii města. V letech 2009 až 2011 byla nad nalezištěm vybudována nová střecha, odpovídající nejnovějším standardům. V průběhu roku 2011 byly obnoveny výkopové práce a od dubna 2012 je archeologické naleziště opět přístupné všem zájemcům.

## Akrotiri doby bronzové
Vykopaná část města leží na svahu vzdáleném zhruba 200 m od dnešní linie mořského pobřeží. Nejstarší nálezy odkazují na období mladší doby kamenné z 5. tisíciletí před Kristem. Keramické nálezy jsou příbuzné těm, které byly nalezeny také na jiných Kykladských ostrovech (Naxos a Saligalos). Podrobnosti v dekoru je pak řadí do blízkosti nálezů z Dodekanských ostrovů, zejména z ostrova Rhodos. V tomto okruhu byly také nalezeny keramické střepy z období rané a střední kykladské kultury.
Rozvoj zdejšího osídlení je kladen do období rané kykladské kultury, zhruba 3000 let př. n. l., svědčí o tom charakter místa, kam byli ukládáni zemřelí. Zpracování kovů zde lze doložit od cca 2500 let př. n. l. Z porovnání stylů je možné soudit, že nová technologie dorazila a ostrov ze severu a z východu.Svého největšího rozkvětu dosáhlo město v období střední kykladské kultury po r. 2000 př. n. l., kdy se plně zhodnotila jeho výhodná poloha na obchodní cestě mezi Kyprem a Krétou. Původní pohřební komory v místě, kam byly ukládáni mrtví, byly vyplňovány sutí z rozbořených zdí, aby bylo možné rozšířit město tímto směrem. Získávalo městský charakter, domy rostly do výšky a byly napojeny do kanalizační sítě. Keramika byla zdobena dvojí barvou, objevoval se tu geometrický dekor, ale i zobrazení rostlin a zvířat.

### Město
Dosud odkryté části zatím nedovolují soudit, o jak velké město šlo, ani blíže určit počet jeho obyvatel. Jisté je, že nejde o vesnickou strukturu osídlení. Odhady počtu obyvatel se pohybují od 1500/2000 až po 9000.

Několik století před zkázou bylo město těžce poškozeno zemětřesením. Obyvatelé je znovu postavili a využili k tomu základy původních budov. Část zříceného materiálu použili ke zvýšení úrovně ulic, domy zvedli o jedno patro, takže původní přízemí se stalo suterénem, zřídili nové vchody i schodiště.

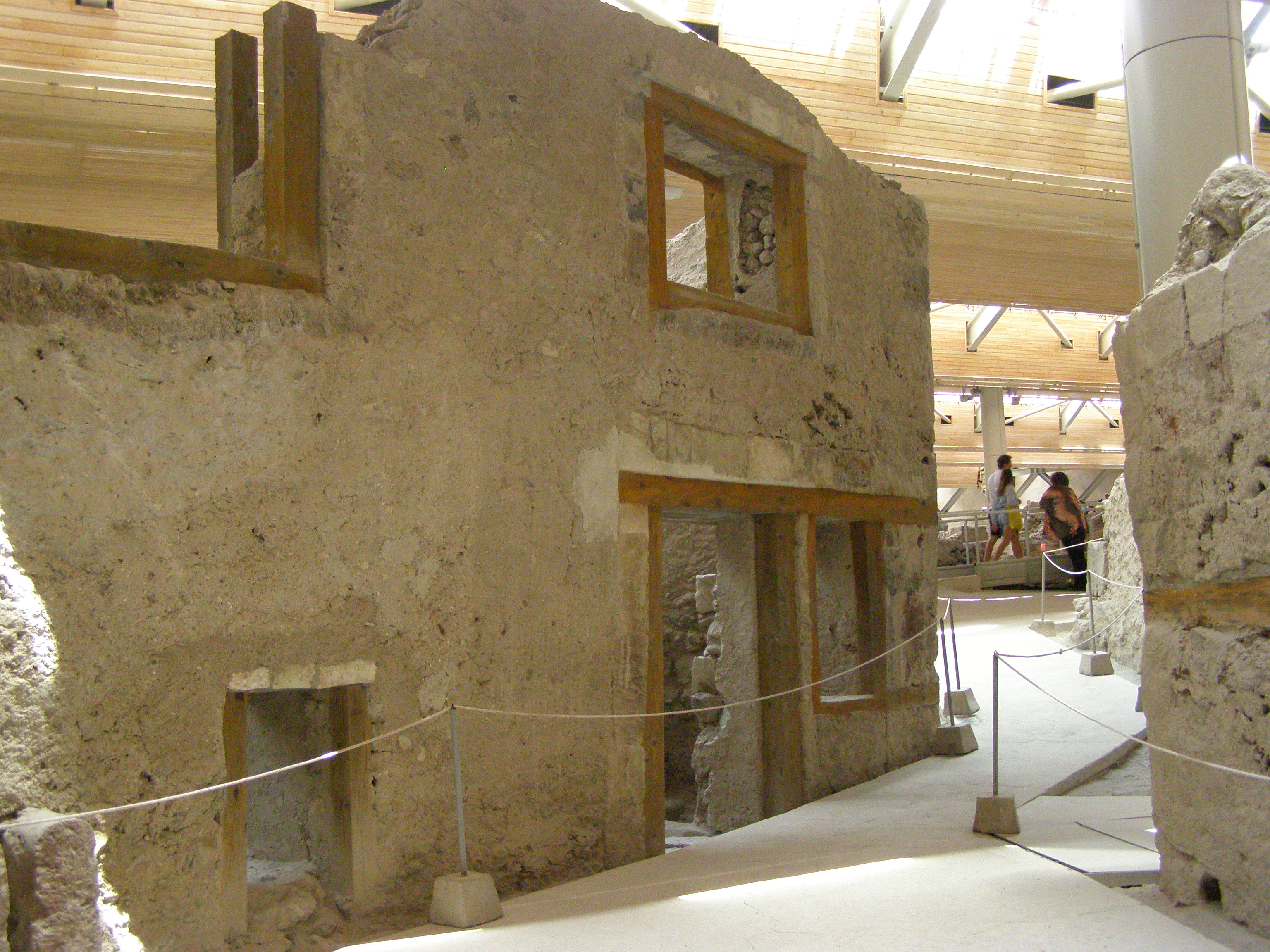
Západní dům, ve kterém byly nalezeny významné fresky

Ulice byly vydlážděny kamennými deskami, pod nimi byl veden kanalizační příkop rovnoměrného profilu, který se táhl celým městem. Rozdílné úrovně byly řešeny rampami a schodišti.
Jediná zatím delší odkrytá ulice směřuje v mírném stoupání od jihu k severu. Vzhledem k tomu, že v přízemí jednoho ze zdejších domů byla objevena kovodílna, začali ji nazývat ulicí Telchinů.
Ulice se vícekrát lomí kolem rohů jednotlivých budov, je široká 2 až 2,5 m a několikrát se rozšiřuje v různě velké rozlehlejší prostory, o kterých se lze domnívat, že tu při dobrém počasí pracovali pod širým nebem řemeslníci, jejichž dílny ulici lemovaly. Tato náměstíčka byla jedinými otevřenými prostory ve městě, nejsou tu žádné soukromé zahrady či dvorky. Domy měly dvě až tři podlaží, stavěly se z nepřitesaných tufových bloků, které byly spojeny hlínou, někdy do ní byla přimíchána sláma.

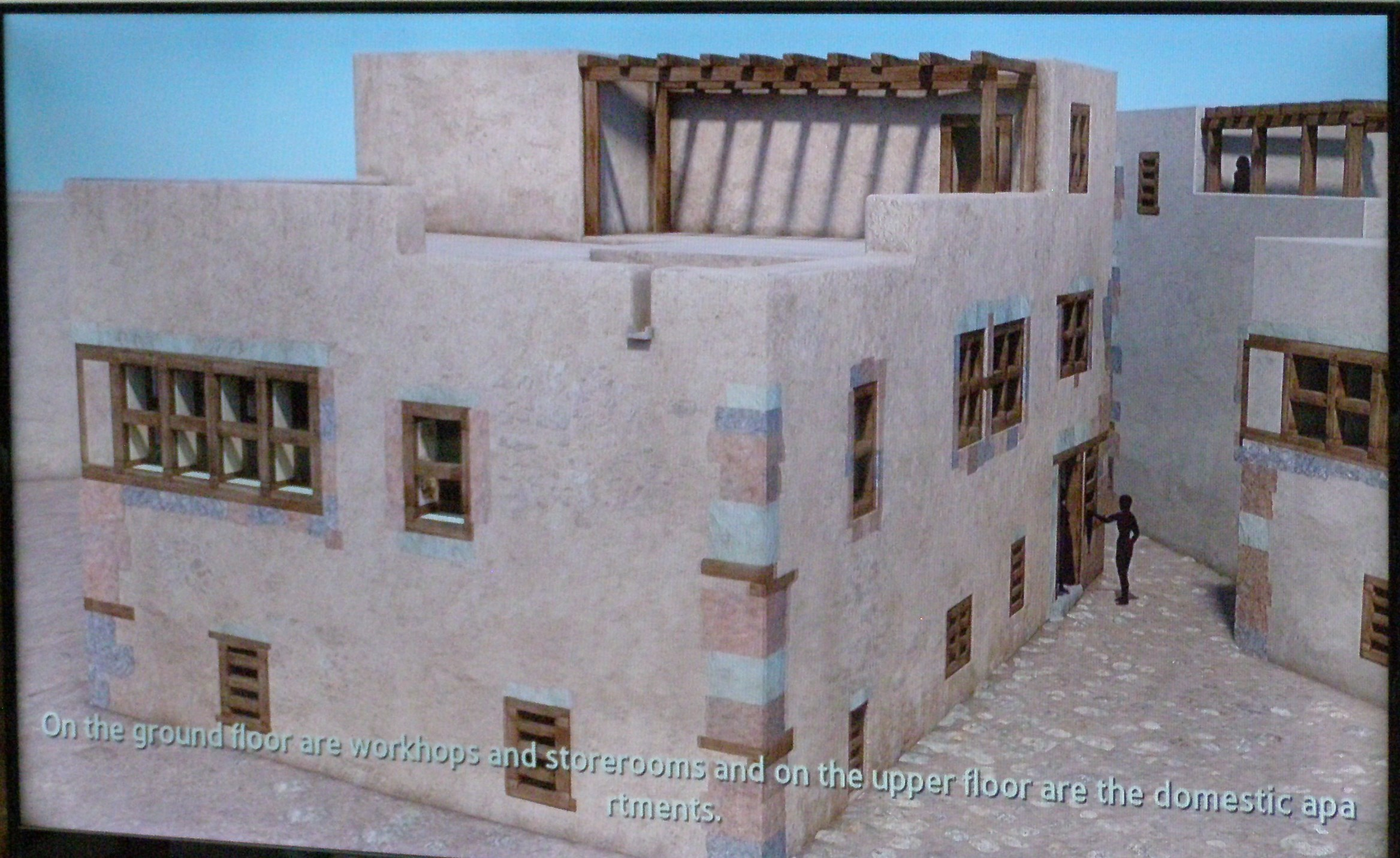
Západní dům – rekonstrukce

Dřevěné trámy nesly stropy, zpevňovaly rovněž okna a dveře. Dnes po nich zbyly jenom stopy; kvůli zajištění stability budov jsou nahrazovány kovovými traverzami či překlady z betonu. Protože původní dřevo shnilo, byly otvory po něm, které se utvořily v pemze, archeology vyplňovány betonovými injektážemi. Opracované kameny tvořily rohy budov, objevovaly se na fasádách řady domů, stavěla se z nich schodiště apod. Některé stěny byly zpevněny dřevěnými rámy, patrně měly chránit domy při eventuálním zemětřesení. Domy s fasádami z opracovaných kamenů pojmenoval Spyridon Marinatos jako Xesti (řecky Ξεστή z ξεω (xeo) = opracovaný, hladký).
U dosud odkrytých domů lze rozlišit dva typy:
- Většina budov má v přízemí či v suterénu umístěny dílny, hospodářské či skladovací prostory; v horních podlažích se obvykle nachází jedna bohatě zdobená místnost, považovaná za poloprivátní sféru, a řada dalších vyzdobených místností, sloužících evidentně jako sféra soukromá. Tento typ domu může stát osamocen, ale zpravidla stojí v jeho sousedství i další domy, pak se o sousední stěnu domy nedělí, ale každý dům má svoji vlastní stěnu, takže obě stěny se dotýkají.
- Atypické domy, označované někdy jako „panské“, mají v přízemí kromě hospodářských prostor ještě jednu bohatě zdobenou místnost, do které měla patrně přístup veřejnost. Tyto domy stojí vždy osamoceně. Dům označovaný jako Xesti 3 sloužil pravděpodobně jako místo iniciačních obřadů, dům Xesti 4 měl zřejmě správní funkci.[9]

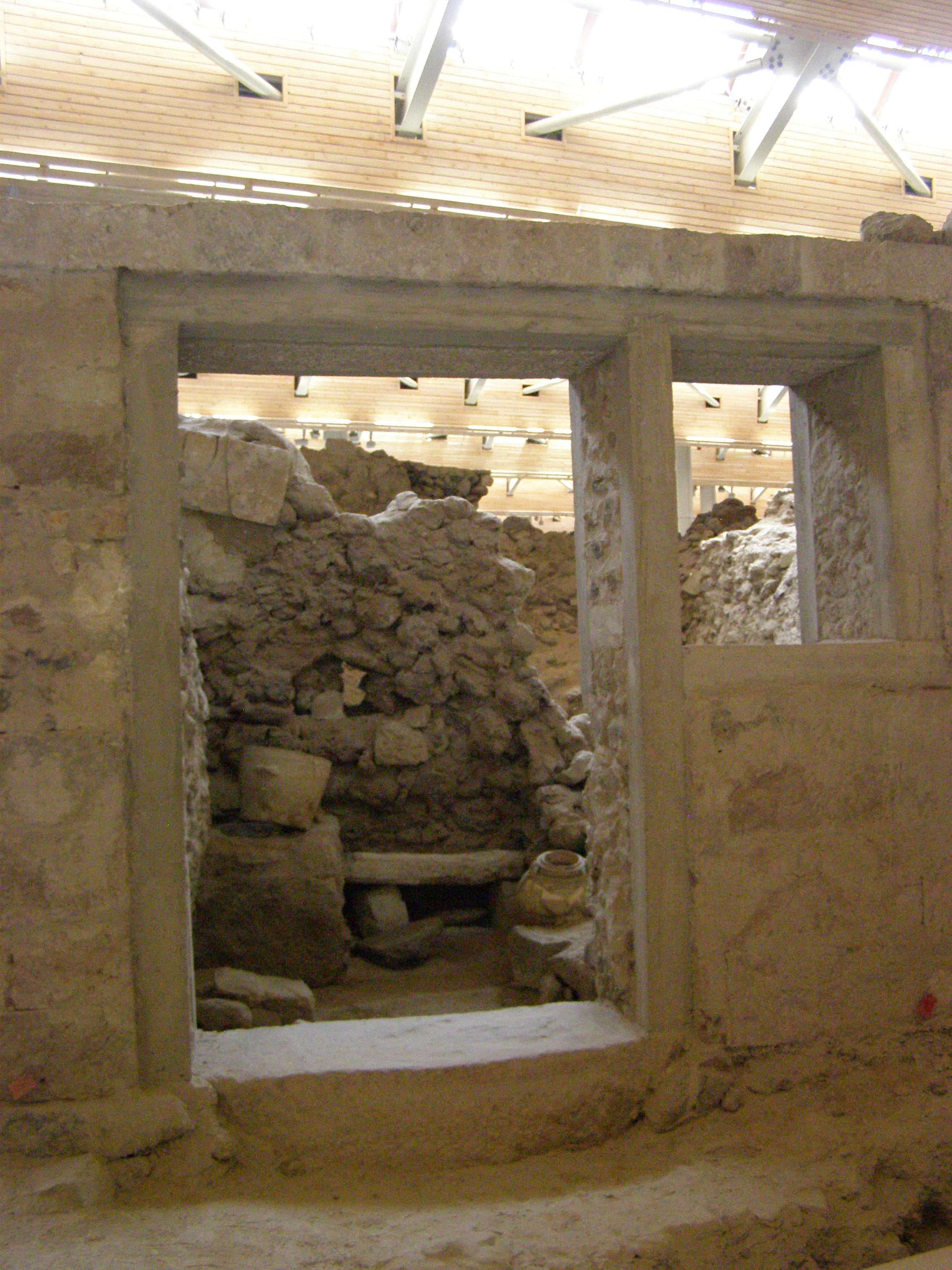
Vstup do Západního domu s malým okénkem po jeho straně

Každá dosud odkrytá budova má vchod umístěný poblíž rohové hrany domu, vedle něho je malé okénko, které umožňovalo identifikovat osobu přede dveřmi a zároveň osvětlovalo vnitřní prostor. Za nimi se nacházelo hlavní schodiště budovy. Velké prostory zpevňoval uprostřed dřevěný pilíř, který spočíval na kovovém soklu. Stěny v horních podlažích byly slabší, často je tvořily – podle mínojského vzoru – dřevěné rámy vyplněné mazaninou, případně to byla jen řada oken. Pokud se objevily takové dřevěné rámy u vnitřních stěn, tvořily jejich dolní polovinu často vestavěné skříně nebo je cele vyplňovaly dvoukřídlé dveře. Stěna tvořená souvislou řadou takových dveří se označuje jako polythyron, sloužila k volnému propojení dvou přilehlých prostor a je typickým znakem mínojské kultury doby bronzové v Řecku. Jiným prvkem mínojské architektury je světelná šachta; ta byla zatím objevena pouze u jednoho domu v Akrotiri.

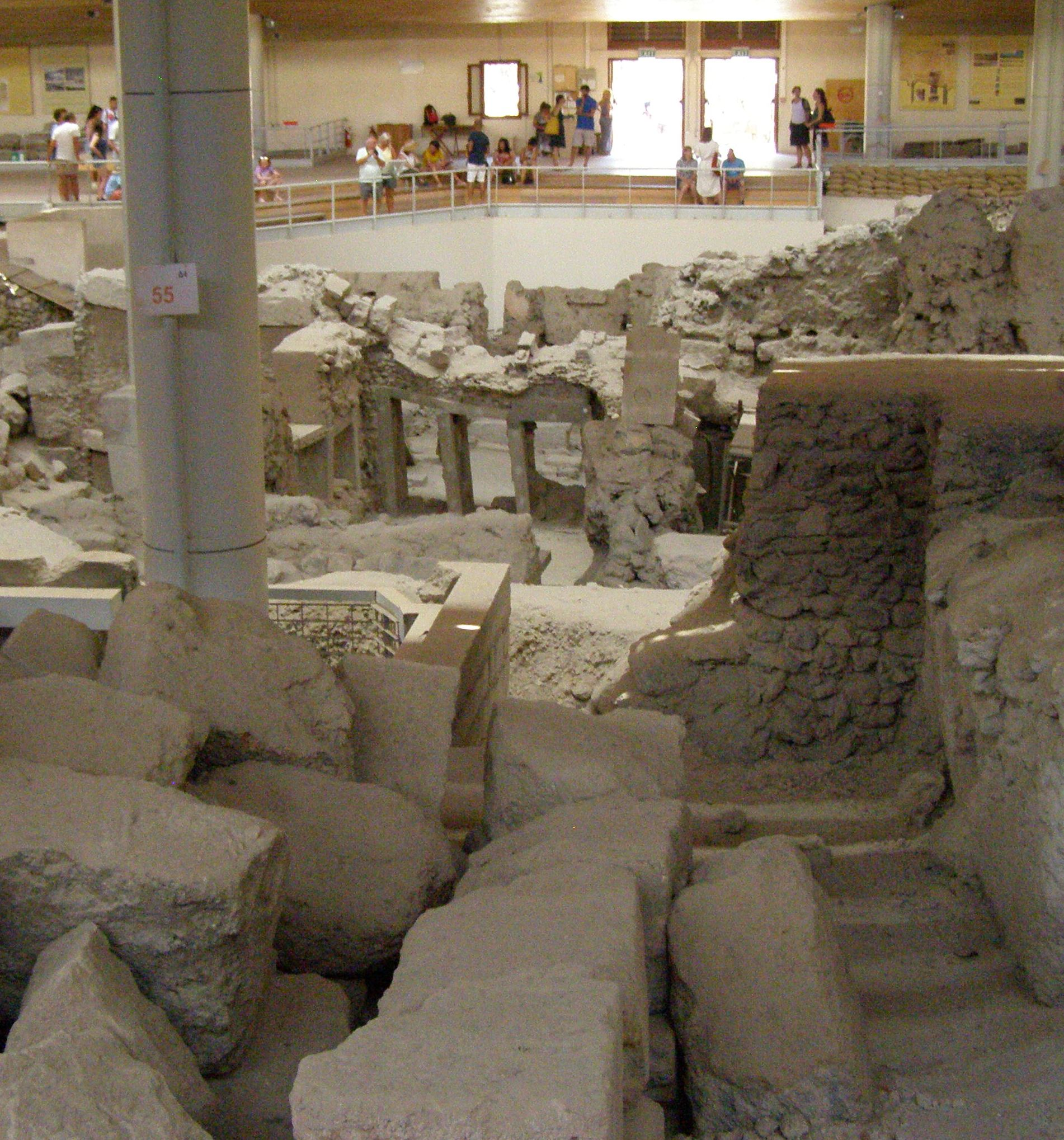
Jeden z polythyronů objevený v Akrotiri

V dolním podlaží byly umístěny v řadě vedle sebe dílny, obchody a skladové prostory. U typického domu se nedaleko budovy se schodištěm nacházela řada prostor, kde se připravovalo jídlo. Byly zde nalezeny mlýnské kameny, nádrže na vodu i tzv. pithoi, do podlahy nebo do lavice vsazené velké nádoby se zásobami potravin. Stranou se nacházelo ohniště a ještě další místa pro otevřený oheň, což vede archeology k úvahám, že jídla se ve veřejně přístupných prostorách připravovala společně. Z některých místností vedla do ulice velká okna, o nichž se předpokládá, že sloužila nejspíše k obchodování.
Podlahy se běžně dělaly z udusané hlíny, prostory určené k ceremoniím byly naproti tomu vydlážděny břidlicovými deskami, případně zdobeny jednoduchou mozaikou z kamenů a mušlí. Vnitřní stěny se opatřovaly omítkou, dílny a skladové prostory hliněnou, obytné prostory vápennou, která byla někdy tónována do růžové nebo béžové barvy. Střechy se nedochovaly. Patrně se jednalo o ploché střechy z větví či z rákosu, které byly pokryty udusanou zeminou s oblázky, a tvořily tak izolaci před horkem v létě a chladem v zimě. Střechy mohly sloužit také jako dodatečný obytný prostor, jak je dodnes obvyklé ve Středomoří, opatřovaly se patrně balustrádami a na jednom či více místech z nich vedly kamenné odtoky odvádějící dešťovou vodu.

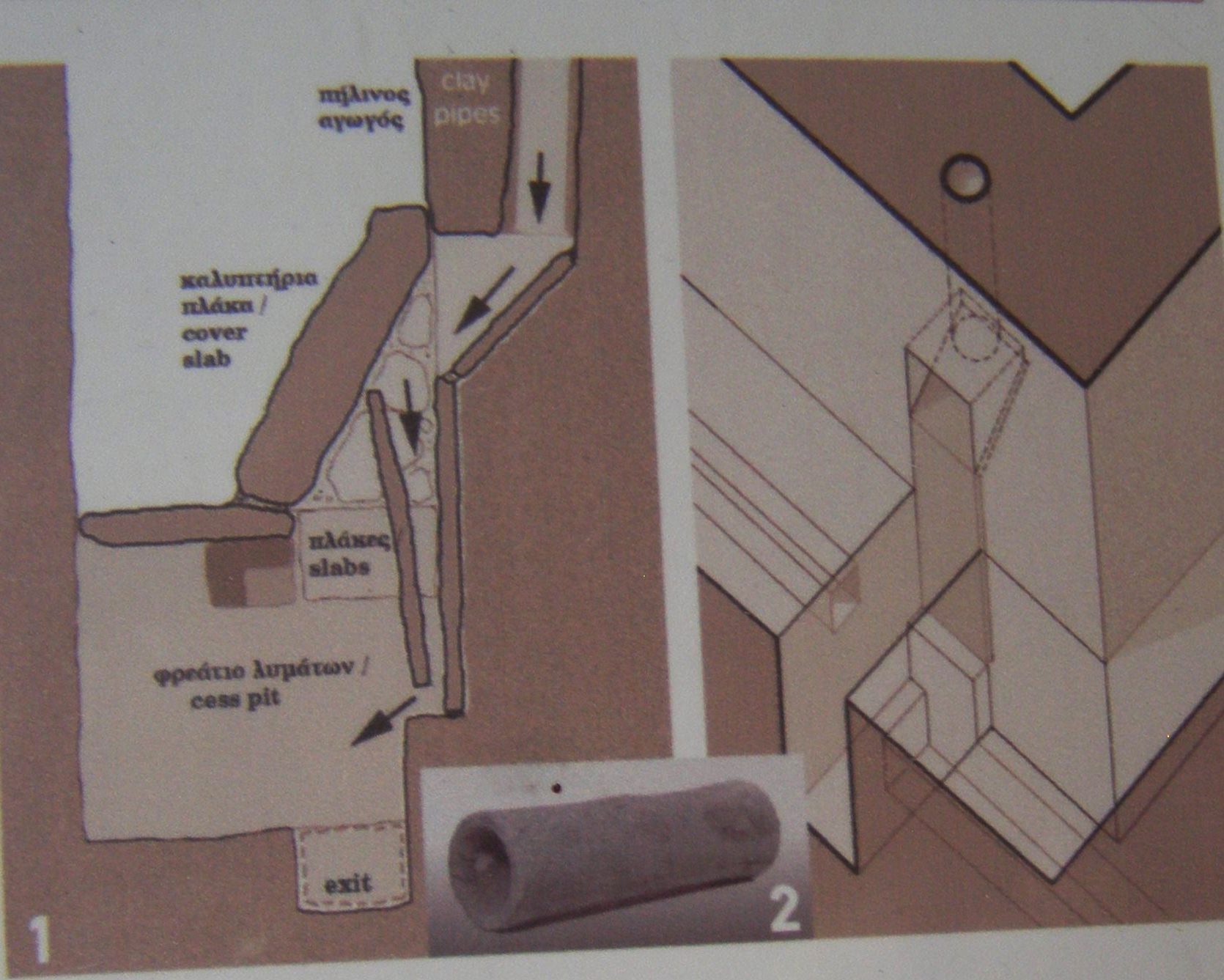
Schéma odvodu vody z koupelen

Stavby prokazují vysokou úroveň tehdejší civilizace. Domy mají v horním podlaží koupelnu, která je napojena odpadní rourou na kanalizaci. Nejprve je voda vedena stěnou, v přízemí pak prochází ven a před domem ústí pod zemí do kanalizačního odtoku.
Stáje ve městě nebyly, v dosud vykopaných budovách se nenašlo nic, co by prokazovalo existenci domácích zvířat. Je pozoruhodné, že zatím nebyl objeven žádný palác, žádné panovnické sídlo, ale také žádné opevnění ani jiný objekt spojený s vojenskými aktivitami.

### Obyvatelé
Charakter města určovala námořní doprava a obchod. Obyvatelé města si vyměňovali výrobky s Krétou, s pevninským Řeckem a s Malou Asií. Vykonávali různá řemesla: v domech se našly dílny, kde se zpracovávaly kovy, hrnčířská dílna, prostor, kde byl vinařský lis, dva mlýny. Zatím se ale žádný nález nevztahoval jednoznačně k loďařství. Přesto je jisté, že v přístavu, který dosud nebyl objeven, byla loděnice a byly zde vykonávány profese spojené se stavbou lodí. Z vysoké úrovně nástěnných maleb lze odvodit, že je vytvářeli profesionální umělci. Téměř v každém domě stál jednoduchý tkalcovský stav, jak o tom svědčí množství nalezených tkalcovských závaží. Početné nálezy ulit purpurových měkkýšů (Bolinus brandaris) a vysoce ceněného šafránu ukazují, že oděvy z vlny a lnu zde byly nákladně barveny. V okolí města se rozvíjelo zemědělství.
Zpracovávala se cibule, fazole, čočka, cizrna, hrachor, pšenice a ječmen. Z ovoce byly oblíbené fíky a hrozny, také pistácie. Jedli rovněž maso, zejména skopové a kůzlečí, chovali rovněž vepře a skot. Vysoký podíl v potravě měly ryby, mořští korýši a mušle. Olej získávali z oliv a ze sezamových semen. Včelí úl zhotovený z hlíny je dokladem včelařství. Víno se tu tehdy lisovalo stejně jako dnes.

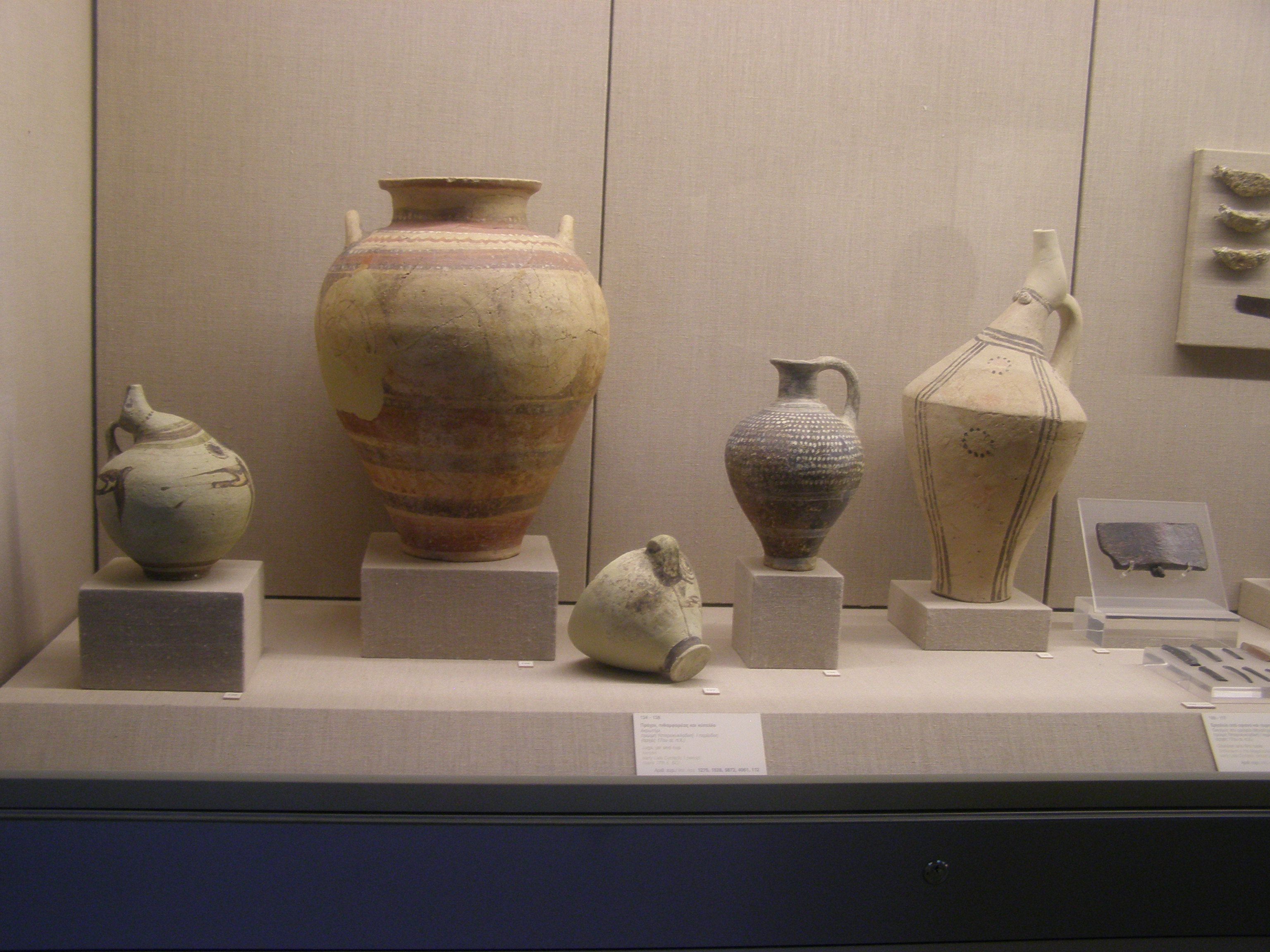
Keramika nalezená v Akrotiri

Nalezené keramické nádoby mají rozličné tvary a jsou vyrobeny i v různé kvalitě. Tvary a dekory z počátku pozdního kykladského období pocházely z výměny s jinými Kykladskými ostrovy, zejména z ostrova Melos, který byl centrem tehdejšího hrnčířství. Vlivy na místní keramiku lze vystopovat rovněž na mínojské Krétě a mykénské pevnině. Cizí tradice byly přejímány, napodobovány a přetvářeny ve vlastní styly.
Nástroje jako kladiva a hmoždíře se zhotovovaly z kamene, stejně jako nádrže na vodu a ohniště. Drobnější nástroje, jako rybářské háčky, nože, dláta, srpy, misky na váhu, byly vyráběny z bronzu. Z olova se zhotovovala závaží. Nábytek byl dřevěný. Jeho negativní otisk v sopečném popelu se vyplnil sádrou, takto se například podařilo zrekonstruovat „nejstarší evropskou postel“: jednalo se o dřevěný rám se sítí, pokrytý kusem kůže či kožešiny. 

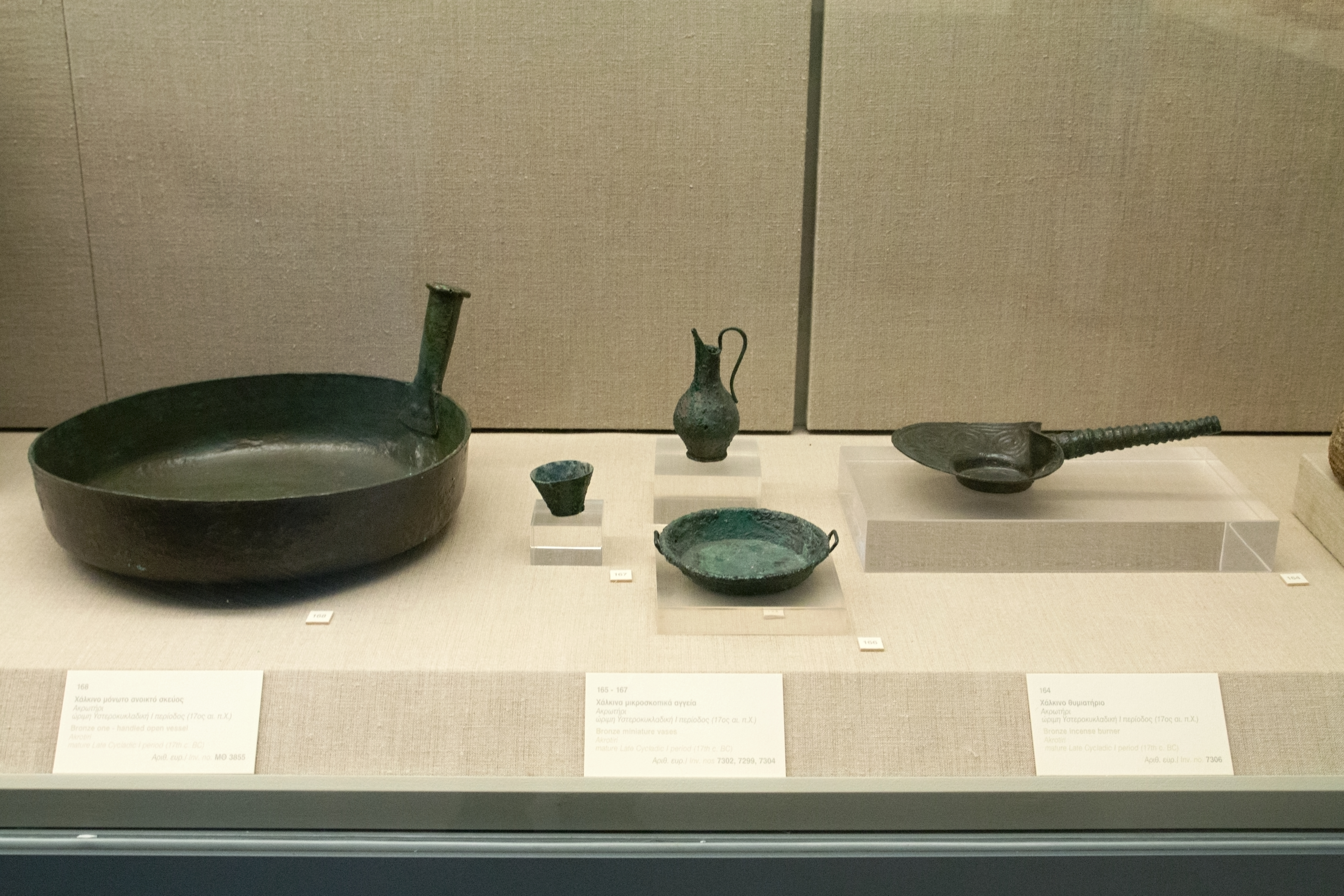
Bronzové kuchyňské výrobky

Významné bylo také košíkářství. Zhotovovaly se různé koše a rohože, a to jak velké koše, ve kterých se dopravovaly hrozny k lisům, tak i středně velké koše, v nichž byly nalezeny zbytky vápence, o němž není známo, k čemu tehdy sloužil.
Není rovněž jasné, jakým způsobem si obstarávali obyvatelé vodu. Nebyly tu dosud objeveny žádné cisterny. Dešťová voda se sváděla do ulic a do kanalizace. Na jedné z fresek je vidět nízká stavba se dvěma džbány a dvě ženy, které mají stejné džbány na hlavách. Kromě toho zde byl nalezen krátký úsek keramického vedení, který by mohl ukazovat na rozvod vody z nějakého blízkého pramene či pramenů.

### Kultura a náboženství
K čemu sloužila místnost s freskami, která se vyskytuje v domech vždy minimálně jednou, není zcela jasné. Nápadně často se nacházely v těchto prostorách předměty, které se používaly k přípravě pokrmů. Také tu byla, nikoli zřídka a zejména v těchto malovaných místnostech, objevena rhyta (picí rohy), další nádoby ve tvaru zvířat sloužící k pití, obětní kameny a umělecky zdobené misky. Lze se jen domnívat, že byly využívány ke kulturním či rituálním účelům, podrobnosti nejsou známy.

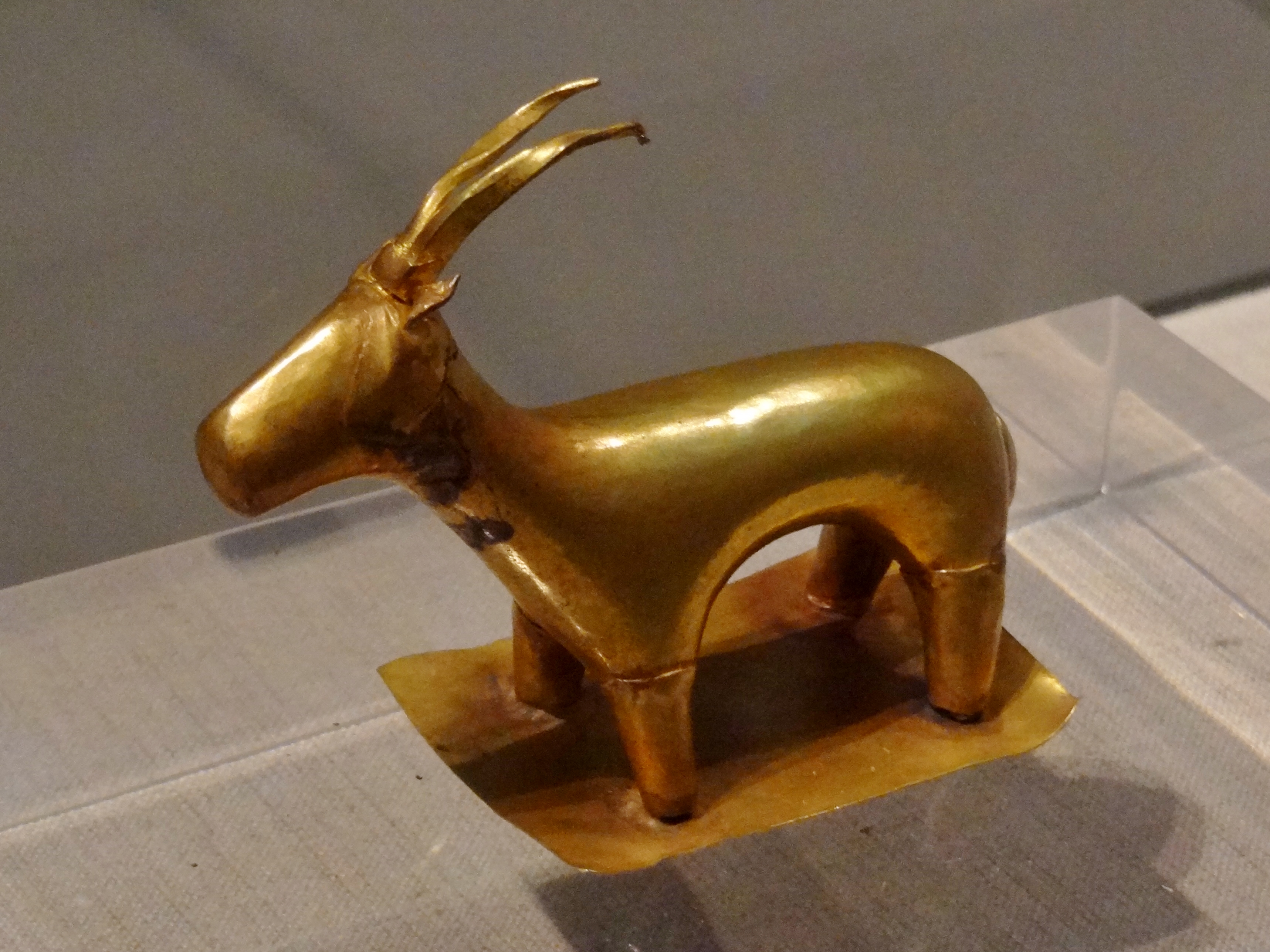
Idol kozy ze zlata

V jihozápadní části vykopávek byly objeveny dosud nejvýznamnější nálezy s liturgickým či náboženským obsahem. Při hloubení šachty základů pro podpěrný pilíř střechy uvnitř „Domu s lavicemi“ byly nalezeny početné rohy skotu a koz, včetně jednoho páru jeleního paroží. Západně od nich byla nalezena malá hliněná schránka, zvaná též larnax, se zvířecí modlou, idolem kozy, zhotoveným ze zlata. Figurka je 11 cm dlouhá, 9 cm vysoká a váží 180 gramů. Hlava a tělo byly odlity pomocí voskové formy, nohy, krk a pravoúhlá podložka k nim byly připevněny bronzovou slitinou. Modla kozy byla původně ještě vložena do červeně malované dřevěné schránky, otisky a zbytky barvy se na vnitřku larnaxu zachovaly. V podobné hliněné schránce byla v roce 2018 nalezena mramorová socha ženy. V budově Xesti 3, která se nachází severovýchodně odtud, byl nalezen vyhloubený prostor, který byl původně považován za místo pro očistnou lázeň (lustrální bazének), po důkladnějším zkoumání se jeho funkce nyní klade do souvislosti s adytonem, měl tedy odlišné využití. Podobná místa jsou zatím známa pouze z Kréty. V budově Xesti 3 byly objeveny rovněž nástěnné malby, mezi ně patří freska se sběračkami šafránu. Na východní straně se zachovala nika, jejíž stěny jsou zdobeny stylizovanými „kultovními rohy“, jak je nazval Arthur Evans a které měly v mínojské kultuře blíže neznámý význam.
Nejasná zůstává zatím funkce specifických nálezů na velkém náměstí. Již na přelomu let 1969/70 našel Marinatos na tomto místě, které později pojmenoval Kenotafové náměstí, vyhloubené prostory ve skále, jež byly později označeny jako pohřební komory z raného kykladského období. Některé z nich jsou ploché a otevřené, jiné se nacházejí více než metr hluboko pod náměstím, mají kamennou klenbu a jsou propojené chodbou. V době největšího rozkvětu města byly vyplněny hlínou a sutí, která obsahuje keramické střepy.
Nad komorami na jižní straně náměstí, před komplexem Delta a západně od budovy Xesti 5, narazil Marinatos na místo, které pravděpodobně sloužilo kultovním účelům. Vykopal zde cosi, co označil jako obětiště: byla to prohloubenina s popelem a se zbytky zvířecích kostí. Nalezl zde také kozí rohy a čtyři figurky skotu. Kromě toho tu byly objeveny různé keramické nádoby a velká amfora, která obsahovala fazole. Na západ od obětiště se našla plochá kamenitá vyvýšenina, kde byly vykopány další nálezy. Mezi nimi asi 1,30 m vysoký pithos, vyrobený z jednoho kusu vulkanického kamene, a malé přenosné ohniště z téhož materiálu.
Trochu dále na východ byla na náměstí nahloučena vrstva z plochých kamenů, větších kamenných bloků i drobnějších kamenů, která tvořila pahorek s plochou na temeni. Původně byl považován za kenotaf, a dal tedy celému náměstí jméno. Na okraji tohoto pahorku byla objevena železná mísa s oblázky. Uvnitř pahorku se pak našel depot kykladských idolů. Prostřednictvím keramických střepů byly tyto nálezy včetně výplně komor datovány do třetí fáze rané kykladské kultury staré 2200 až 2000 let př. n. l,, jsou tedy o 500 až 600 let starší než město zničené katastrofou.
Dosud nebyla nalezena nekropole, pohřební areál, který by náležel městu v době katastrofy. V pohřebních komorách z rané kykladské doby nezůstaly stopy po pohřbených dospělých jedincích, ale v jedné z komor byl v keramických nádobách objeven popel a dětské kosterní pozůstatky, které svědčí o tom, že šlo o žárový ritus.

### Hospodářství a sociální struktura
V roce 1990 byly vykopány artefakty, které vypovídají o obchodních aktivitách obyvatel města. V jednom z „panských domů“ se nalezly keramické střepy se záznamy zapsanými v lineárním písmu typu A, které vypovídají o tom, že Akrotiřané ve střední době bronzové obchodovali ve velkém s ovčí vlnou a olivovým olejem. Protože se na ostrově vzhledem k jeho podmínkám nedařilo chovat jakýkoli skot, lze i podle nálezů závaží k tkalcovským stavům a zbytků textilních barev soudit, že Akrotiri bylo místem, kde se vlna a len, které se sem dovážely ze severu, zpracovávaly, tkaly se z nich látky, které se zde barvily, a ty pak byly dodávány do jiných obchodních center, pravděpodobně zejména na Krétu. Takováto dělba práce se v předmonetárním období vyskytovala jen ojediněle.

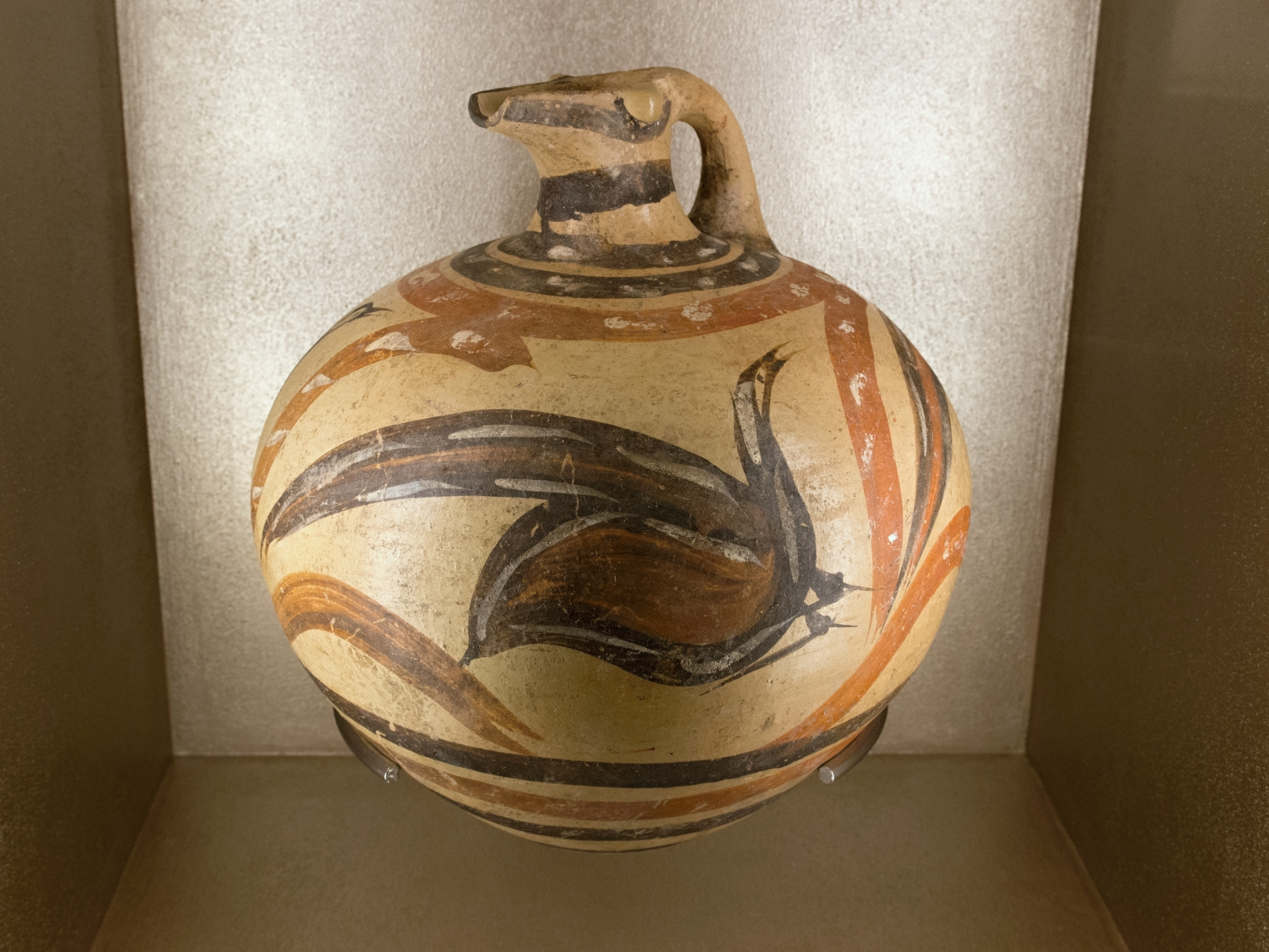
Široký džbán z Akrotiri

Olivy se na Egejských ostrovech pěstovaly ve větší míře než dnes. V prvním období pozdní kykladské kultury pocházela právě ze Santorini téměř polovina všech nalezených nádob na olej a víno z kykladské oblasti, včetně Kréty a Kypru. O hospodářské orientaci ostrova rozhodla jeho ideální poloha na obchodních trasách. Byl jedinou pevninou dosažitelnou z Kréty za jeden den plavby. Protože obchodní lodě se v noci neodvažovaly zůstat na moři a hledaly útočiště v nejbližším zálivu, stal se ostrov Santorini místem zprostředkujícím všechny obchodní aktivity mínojských Kréťanů se severními trhy.
Zemědělství na ostrově spočívalo na rozptýlených malých dvorcích, z nichž byly dosud objeveny jen tři. Ve dvou případech je tvořila stavba z kamene o jedné místnosti (třetí dvorec měl tyto místnosti dvě), obezděný dvůr a sklad či stáj. Osídlení ostrova je kvůli lávové vrstvě probádáno jen málo, kromě zmíněných dvorců byly na různých místech objeveny ještě další zbytky zdí a keramické střepy z doby existence Akrotiri.
V devadesátých letech 20. století se v Akrotiri nalezlo několik tuctů pečetních otisků. O jejich funkci není nic známo. Malé keramické disky se týkají 15 témat, mohly to být obchodní značky, nebyly ale přivěšeny k žádnému zboží.
Z nástěnných maleb lze odvodit dílčí poznatky o sociální struktuře města. Každý dům měl alespoň jeden vyzdobený prostor. Z některých fresek lze usoudit na povolání či původ jeho obyvatel. Majitel „Západního domu“ byl podle námořních motivů nejspíše majitel lodi nebo obchodník. Je pravděpodobné, že v této části města žili příslušníci jedné jediné městské vrstvy. Z Kréty víme, že na začátku pozdního mínojského období neexistovala ještě rozvrstvená společnost, ale lidé si dávali dary a vykonávali si navzájem laskavosti, jejich postavení ve společnosti se utvářelo postupně jistými formami podřízenosti. Budovy v Akrotiri a umístění fresek připouštějí domněnku, že tyto malby byly určeny i pohledům z ulice a kromě rituální funkce mohly být odrazem soupeření o sociální postavení majitelů těchto domů.
Pokud by nebyly objeveny žádné známky opevnění či jiných vojenských zařízení, znamená to, že vazby na Krétu musely být mnohem užší, než se zatím předpokládalo. Akrotiřané by pak totiž netvořili opozici ani konkurenci obyvatelům Kréty a nemuseli by se obávat nájezdů z jejich strany, jak o tom svědčí opevnění na severněji položených ostrovech, kupř. Phylakopi (Melos). Možné vysvětlení těchto úzkých vazeb by mohlo spočívat v tom, že Kréťané přicházeli do Akrotiri jako obchodníci, řemeslníci a umělci, oženili se zde, a vytvářeli tak příbuzensky propojenou elitu.
Porovnání keramických nálezů z konce středního kykladského období a z jeho přechodu k pozdní fázi kykladské kultury ukazuje, že importy z Kréty už nedosahují 10 %, případně později 15 %, ale významnou měrou se naopak rozvíjejí místní styly a dekory. Z pomalého nárůstu těchto znaků lze soudit, že Akrotiri nebylo nikdy krétskou kolonii, kde by se takové vlivy musely projevit nárazově, ale šlo o dlouhodobý kulturní proces, během něhož se místní kultura sbližovala s mínojskou a zároveň si vytvářela vlastní znaky. Akrotiri se tím odlišovalo od jiných míst na jižních Egejských ostrovech či kupř. od Miletu, kde byly mínojské keramické styly přejaty dříve a rychleji, nebo od ostrova Kythéra, který byl již na konci předpalácového období Kréťany patrně plně asimilován. V pozdní fázi kykladské kultury se v Akrotiri používaly mínojské měrné jednotky, jak o tom svědčí nalezená závaží, která jsou identická s nálezy na Krétě.

### Zánik města
Na rozdíl od Pompejí nebyly ve vrstvách sopečného popela a pemzy objeveny žádné lidské pozůstatky. V domech se nenašly žádné šperky, mince ani jiné cenné předměty, což svědčí o tom, že obyvatelé města měli před zničujícím výbuchem čas uprchnout na lodích a člunech z ostrova a vzít si je s sebou.

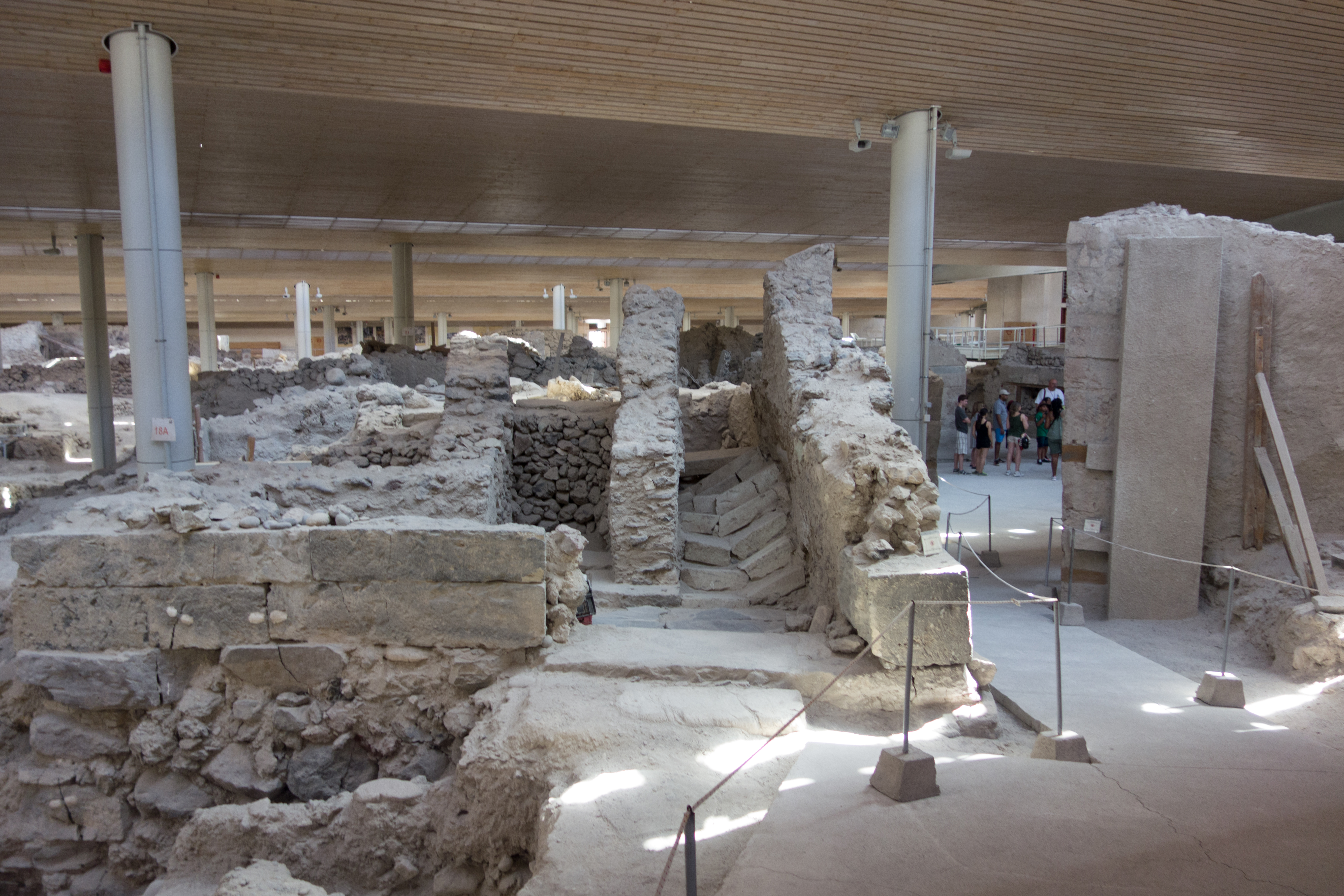
Zlomy schodiště dokládající zemětřesení

Takovým varováním mohlo být zemětřesení, jehož stopy jsou patrné na stupních schodiště, které je ve svém středu od shora dolů zdeformováno zlomem, či na poškozených stěnách budov. Je zřejmé, že po otřesech se někteří obyvatelé do města vrátili, z ulic odstranili sutiny, strhli poškozené zdi a vytřídili použitelný materiál, stěhovali z domů nábytek a jiný majetek. Nalezen byl např. stoh postelových rámů, které byly připraveny k transportu. Na prostranstvích vně budov se našly shromážděné nepoškozené džbány a amfory se zásobami.

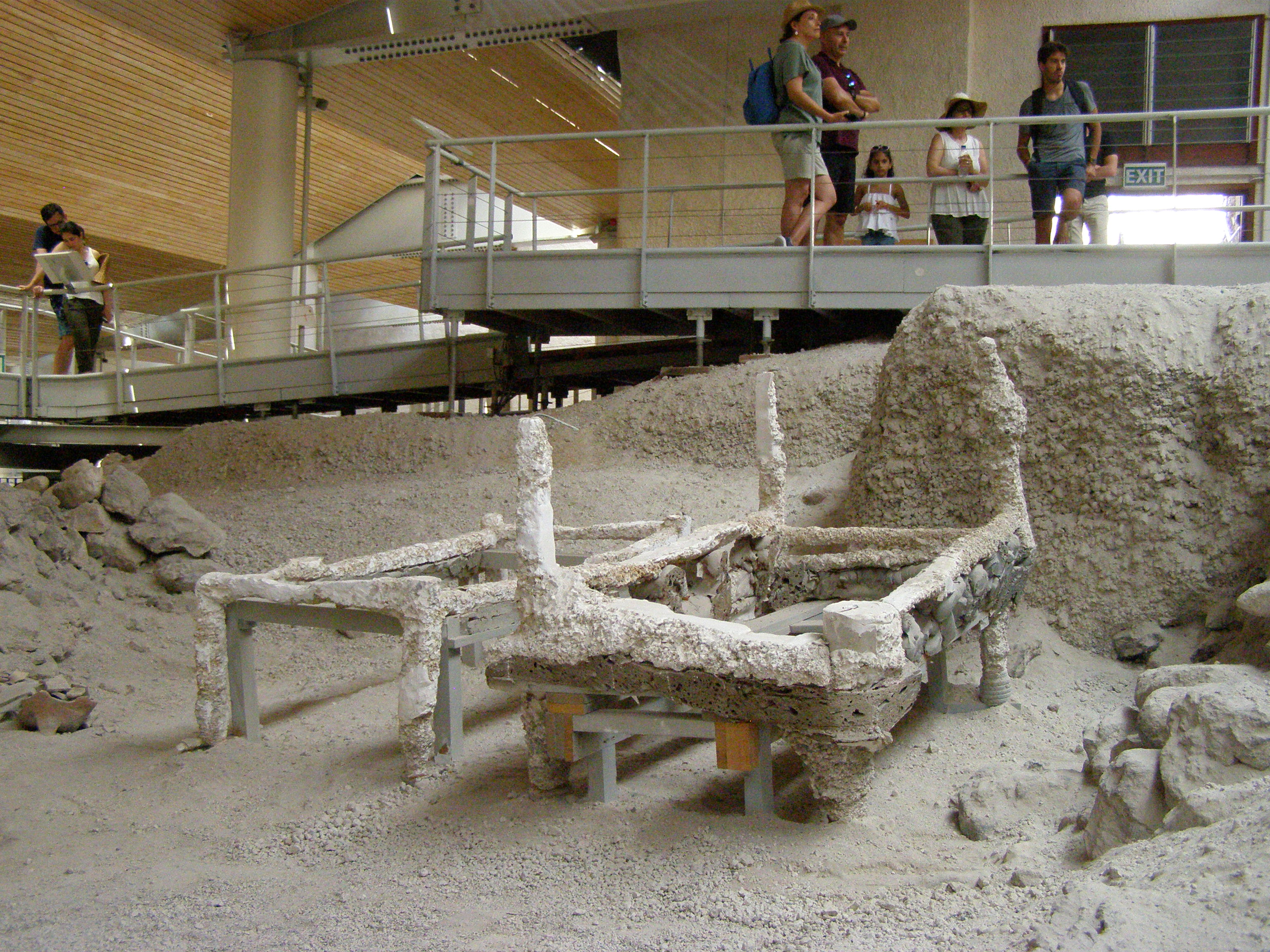
Postele, které tu obyvatelé města zanechali

K jejich odvozu ale nedošlo. Podle současných poznatků se další erupce ohlásily nejprve výronem drobnějšího pyroklastického materiálu z kráteru uprostřed ostrova. Trval krátce a nebyl velký, takže záchranný tým stihl ještě z ostrova uniknout. Vzhledem k tomu, že na okolních ostrovech nebyly nalezeny žádné známky příchodu většího počtu obyvatel v této době, soudí se, že obyvatele města zahubily při útěku na moři jedovaté výpary, které erupci doprovázely, či následné vysoké vlny.
Vlastní devastující výbuch se ale dostavil až o měsíce později. Na vrcholcích zdí byly objeveny stopy spálené trávy, která zde mezitím vyrostla. Erupce probíhala v několika fázích. Nejprve byla vyvržena relativně lehká pemza, která vytvořila na některých místech až sedmimetrovou vrstvu usazenin. Jejich váha prolomila střechy budov, uchránila je ale před dalším poškozením v pozdějších fázích výbuchu. V jeho průběhu vrstvy popela a lávy pokryly ostrov na některých místech až do výšky 20 m. Po skončení erupce smáčely zbytky ostrova dlouho vydatné srážky. Prudce stékající voda vytvářela ve zdevastované krajině hluboké rýhy i podpovrchové kanálky. Jeden z nich prochází i městem. Zaplnil popelem a bahnem některé prostory, takže zde uložené předměty byly velmi dobře zakonzervovány.
Dataci erupce a tím i zánik Akrotiri se zatím nedaří určit jednoznačně. Nejmladší keramické styly spadají do pozdní kykladské fáze IA. Podle jejich synchronizace s nálezy na Krétě a Egyptě a jejich časového určení podle egyptské chronologie se této zkáze přisuzuje přibližně doba kolem roku 1530 př. n. l. Přírodovědné metody opírající se kupř. o radiokarbonovou analýzu zuhelnatělé větve olivovníku nalezené v pemze či datace vrstev popela uloženého v grónském ledovci (Claus Hammer) ukazují na rozmezí mezi lety 1660–1613 př. n. l. Interpretace rozporuplných údajů a jejich důsledky pro časové vymezení všech kultur závislých na egyptské chronologii jsou předmětem rozsáhlé vědecké diskuse. Zúženě lze stanovit přibližné datum erupce mezi lety 1620 a 1530 př. n. l. Neobvyklé výchylky u stromových letokruhů lze přitom pozorovat pro léta 1597, 1560, 1546 a 1544 př. n. l. Poslední tři data se zdají být v souladu se záznamy v egyptské Nové říši, o kterých se soudí, že odkazují na erupci.
Přestože archeologických nálezů z pozdější doby po výbuchu není mnoho, lze z nich odvodit, že trvalo několik staletí, než se na ostrově rozšířila vegetace, umožňující jeho opětovné osídlení. Jednotlivé keramické úlomky pocházející z fáze SH IIIB mykénské kultury z období kolem roku 1200 př. n. l. byly nalezeny na severovýchodě ostrova u Monolithosu. Hérodotos píše o fénickém osídlení, to ale nebylo dosud prokázáno. Teprve v 9. století př. n. l. osídlil ostrov řecký kmen Dórů, podle jejichž vůdce jménem Théras bylo podle Hérodota a Pausania dáno ostrovu jméno Théra. Neusídlili se ovšem v okolí Akrotiri na jižním konci ostrova, ale založili svoje město, starověkou Théru, na skalnatém výběžku hory Mesa vouno mezi dnešními přímořskými letovisky Kamari a Perissa.

## Fresky
Dokladem vysokého životního standardu obyvatel Akrotiri jsou četné fresky. Jejich náplň sahá od geometrických vzorů přes obrazy z všedního života, námořní výjevy a zemědělství až po sportovní a kultovní scény. Zobrazované krajiny ukazují svět rostlin a zvířat na Santorini, ale také exotické kraje, jako je Egypt. Užití barvy jako dekorativního prvku je známo již z Kréty z období neolitu, práce s pigmenty a abstraktními motivy se tam objevují na počátku starého palácového období. S novým palácovým obdobím je spojeno na Krétě zpodobování figur.
Fresky na Akrotiri jsou sice ve větší míře ovlivněny mínojskou kulturou než na jiných Kykladských ostrovech, měly ovšem zase vliv na podobu nástěnných maleb na jiných místech v regionu. V Agia Irini na ostrově Kea (Kykladské ostrovy) byl objeven miniaturní vlys, který připomíná vlys ze „Západního domu“ v Akrotiri. Vlys stejného typu se našel v Tel Kabri. Velmi blízké geometrické motivy jsou rovněž známy z paláce ve starobylém městě Qatna.
Barvy se začaly zprvu nanášet na vlhkou omítku, ale malování pokračovalo i na zaschlém podkladu, tak jak to bylo později zvykem u klasických fresek. Jejich trvanlivost není tedy na všech místech stejná.
Fresky v jednotlivých domech se liší tematikou i stylem. Jejich autory byli tedy různí umělci. Společná jim je pečlivost v zobrazených detailech a použitá barevná škála. Kromě bílého vápenného podkladu jsou to převážně tyto tři barevné tóny: okrová žluť (v jednotlivých případech jarosit), temná okrová červeň (příležitostně hematit), pro výraznou modrou byla využívána egyptská modř, jednotlivě křemičitan glaukofán či podle pozdějších analýz riebeckit. Grafit a směs velmi tmavé modročerné sloužily k vytažení kontur a ke zvýraznění detailů. Používaly se pouze čisté pigmenty, jejich směsi či odstíny byly nalezeny jen u několika nástěnných maleb a i tam jen omezeně. Malachitová zeleň se objevovala jen stopově, a to tam, kde se dala očekávat, u zobrazení rostlin.
Kromě dekorativních vzorů obsahují fresky scény a motivy ze života lidí a umožňují tak rozpoznat detaily ze života tehdejší společnosti.

### Postavy
Několik mužů, kteří jsou patrně zpodobeni při nějakém rituálním obřadu, je oblečeno do bílého, pro egejskou kulturu nezvykle dlouhého oděvu, který je popsán v textech z Knossu a Kréty psaných lineárním písmem typu B a o němž se zmiňuje Homér o několik staletí později jako o chlaině (χλαινα).
Několik málo figur obojího pohlaví, představující zřejmě kněze či kněžku, má na sobě oblečení, které známe z Blízkého východu. Pruh bílé látky dvojitě obtáčí tělo, jednou v podpaží, podruhé přes rameno, kde je přichycen sponou, a jeho cíp volně spadá na záda. Oblečení zdobí dva široké odsazené pásy. Žádná z ostatních figur už nemá bílý, jakkoli zdobený oděv. Několik obyvatel je sice bíle oblečeno, ale bez dalších znaků.
Ženy – nepočítáme-li kněžky – mají na sobě buď sukni v délce ke kotníkům a blůzu s rukávy až k loktům, nebo šaty s krátkým rukávem, jejichž přední část je hluboce vykrojena. Oblečení je z tkané látky a často je zdobeno pruhy.

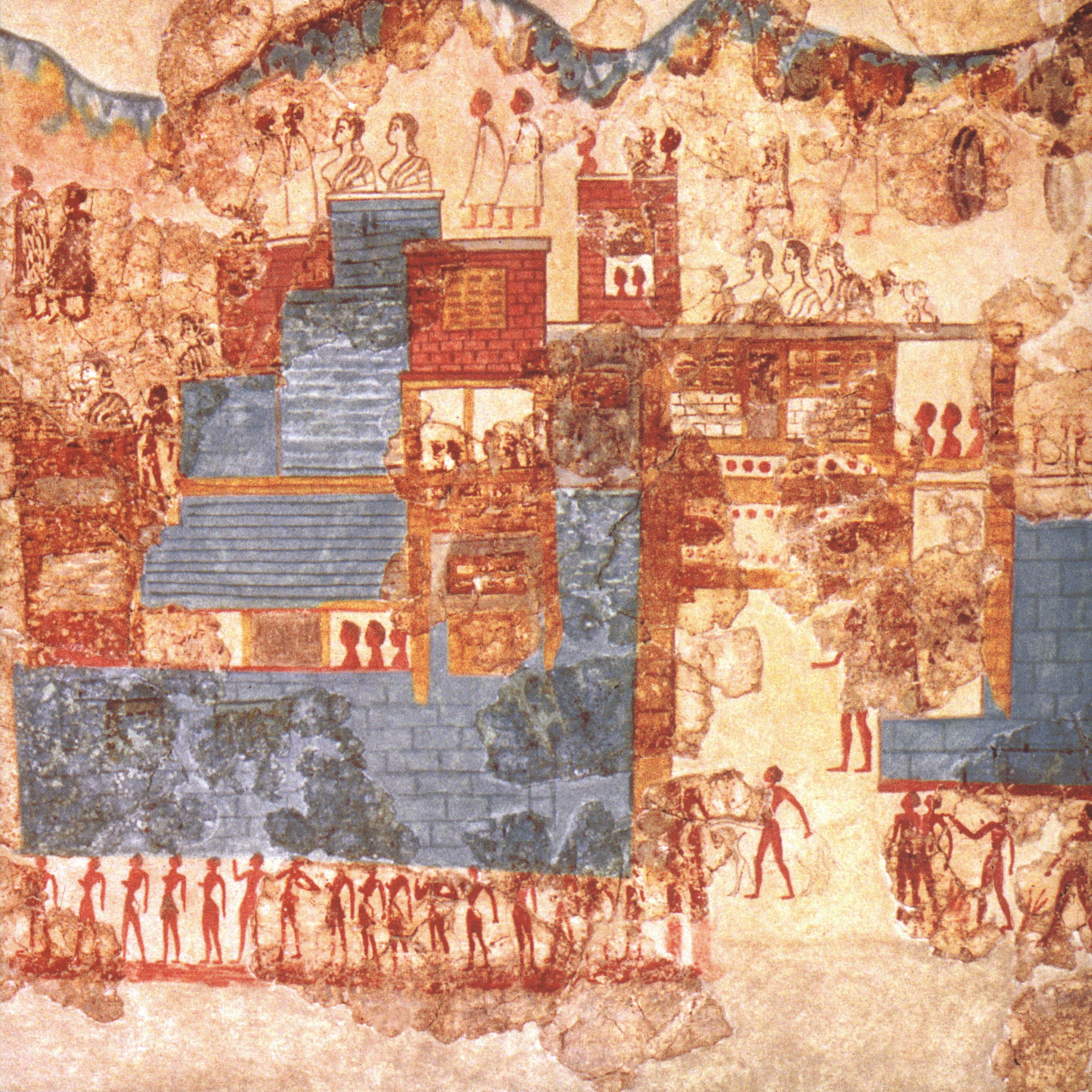
Detail města a jeho obyvatel

Jednotlivé figury či malé skupiny osob jsou zpodobeny téměř v každém domě, nástěnná malba v Západním domě naproti tomu představuje rozsáhlou masovou scénu s 370 postavami, které tu jsou vymalovány na miniaturních freskách. Zhruba třetina z nich (120) jsou jen schematicky načrtnutí veslaři v člunech, u některých dalších osob už nelze rozeznat jejich funkci. Vedle 170 mužských figur s dostatečně rozpoznatelným oblečením je tu zobrazeno jen 10 figur ženských. Zatímco většina mužských figur je individualizována, ženy jsou obvykle vyobrazeny u oken ve stejných šatech i vyčesaných účesech. Několik málo výjimek představují kněžky. Většina obyvatel má přes ramena přehozen pláštík v bílé, okrově červené či modročerné barvě, aniž by bylo možné rozeznat oblečení, které mají pod ním. Také ovčáci a pastevci koz mají podobné oblečení, ale jiného střihu. Řada osob má na sobě pouze bederní roušku nebo kalhoty. Některé mají jen pásek, kterým je přichycen pruh látky v rozkroku, jejíž konce volně visí dolů. Jsou to především osoby, které jsou zobrazeny při práci – rybáři, veslaři nebo pastevci.

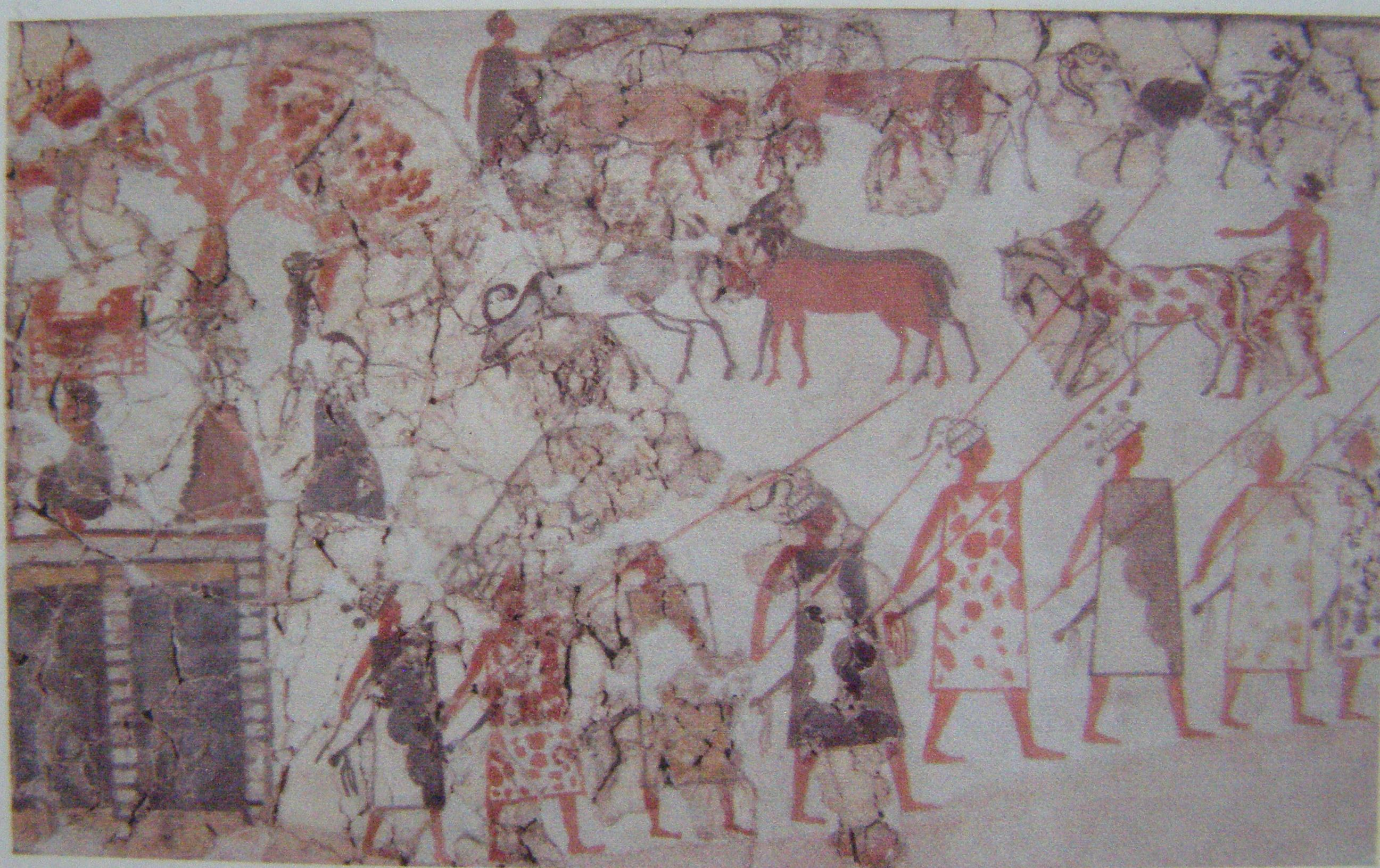
Výřez z fresky s bojovníky a pastevci

Nahota se tu ukazuje ve dvou kontextech. Umírající při ztroskotání lodi jsou zpodobeni nazí, aby byla zdůrazněna jejich zranitelnost. A pak je tu několik figurálních zobrazení v téměř životní velikosti, které slouží k výzdobě prostoru a kde se rovněž uplatňuje nahota.
Bojovníci mají meč, kopí, štít a helmu. Bronzové meče byly drahé, vzácné a jen málo účinné. Nosily se jako bodná zbraň, v boji se používaly ale jen málo. Hlavní zbraní bylo kopí, které se dalo uplatnit také při lovu. Délka kopí je na freskách ve srovnání s těly groteskně zvětšena. Musely by mít více než 4 metry, zatímco reálně odpovídala jejich délka přibližně výšce člověka. Z doby bronzové jsou známy v Řecku dva typy štítů – forma pravoúhlá a ve tvaru osmičky. Oba tyto typy lze nalézt na vyobrazeních v Mykénách. V Akrotiri se objevuje na malbách pouze první z nich. Tento typ štítu byl příliš těžký, aby mohl být nesen jenom v ruce, proto je ještě zavěšen na řemenu. Hlavu chránily plstěné čepice s koženými řemínky. Významní bojovníci měli helmy s kančími zuby a kly, které byly přichyceny na koženém podkladu. Homér popisuje takový typ helmy v Iliadě.

### Lodě

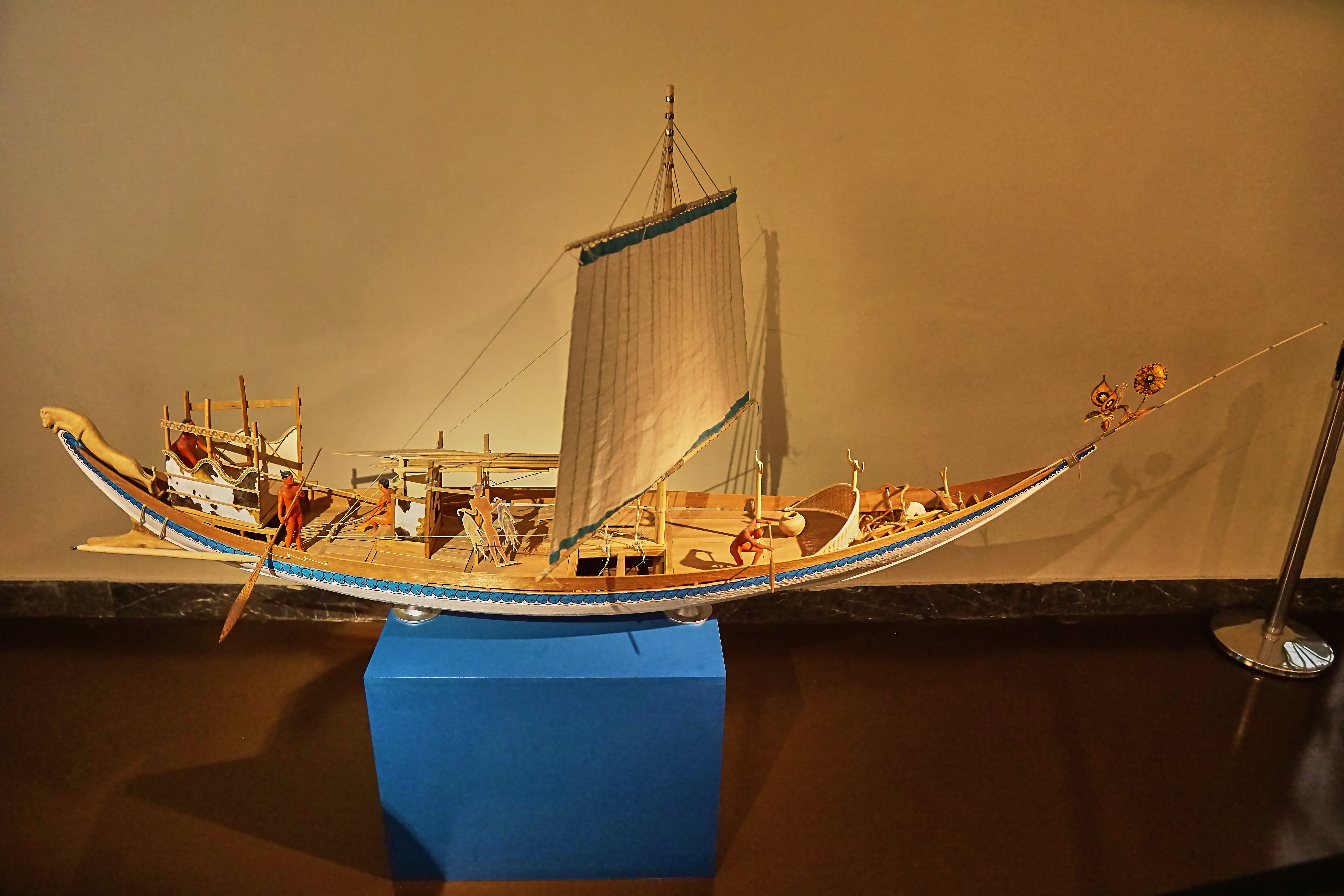
Model mínojské veslice

Většina zobrazených lodí jsou veslice. Plachta se využívala jen málo, protože se dala uplatnit jenom omezeně při větrném počasí. Velké lodě na freskách v Akrotiri mají 5 až 24 vesel. Podle dané perspektivy je třeba počítat se stejným počtem vesel i na druhé straně lodi. Takové lodě byly určeny k plavbě na moři a dosahovaly bez problémů i vzdálenějších cílů. Na zádi a částečně i v přední části se nacházely stanové přístřešky pro pasažéry a pro výše postavené bojovníky. Kormidelník stál na zádi a otáčel kormidlem, které se nalézalo na pravém boku. Trupy lodi zdobily symboly zvířat – lvů, delfínů a ptáků. Lanoví jedné z lodí je bohatě ověšeno stylizovanými květy šafránu. Plachtu má jen jedna loď, třebaže stěžeň a lanoví najdeme na každé z nich. Její trup je ozdoben symboly holubic, možné vysvětlení lze hledat v tom, že jde o loď, která mohla být vyslána na moře s nějakým poselstvím. Kromě veslic jsou na fresce znázorněny také menší rybářské čluny s pádly.

### Města a budovy
Na fresce nalezené v Západním domě nacházíme dvě města umístěná ve skalnaté krajině se sporou vegetací a jejich propojení cestou po moři. Jednotlivé domy jsou zobrazeny za sebou i proti sobě a jejich fasády jsou detailně propracovány. Lze rozlišit stěny z neopracovaných kamenů, omítnuté fasády a několik málo zdí je postaveno také z cihel. Omítnuté stěny jsou modré nebo okrové, jedná stěna svítí červení. Domy mají velká okna a ploché střechy. Několik domů ve větším městě má na střeše ještě nastaveno cosi, co tvarem připomíná šišky pinií. Kromě toho je jeden z domů opatřen kultovními rohy, známými z mínojské kultury a z některých kykladských sídel. Je proto považován za svatyni.
Stejnými kultovními rohy je opatřena stavba za městem na místě považovaném za temenos (τεμενος). Tato část malby není dnes už dostatečně zřetelná a nelze rozeznat její detaily. Poblíž je zobrazena ještě jedna menší, sloupová stavba s kultovními rohy, může jít o posvátný pramen.
Na jedné z fresek se vyskytuje stavba, kterou lze považovat za součást přístavu. Několik komor na pobřeží mohlo sloužit jako úkryt pro lodě před nepříznivým počasím během zimního nečasu.

### Krajina
Krajinné nástěnné malby byly nalezeny zatím především v Západním domě. Jde o následující formy:
Krajinu při pobřeží tvoří skaliska a vulkanický kámen, tak jak je to pro Santorini typické, a odpovídají tomu, jak mohlo vypadat pobřeží v tehdejší době.
Moře je charakterizováno kresbami zvířat a rostlin: vyskytují se zde delfíni, ryby, měkkýši, hvězdice a mořské řasy.
Řeky se objevují na řeckých freskách z doby bronzové jen zřídka. Kromě jedné jediné malby zde v Akrotiri se vyskytuje kresba vodního toku pouze na dýce z Mykén. Rytinu na hřebenu, který byl nalezen v Pylosu, lze také pravděpodobně považovat za řeku. Všechny tyto toky jsou zpodobeny horizontálně, s typickými nepravidelnými zákruty i se zvířaty a rostlinami na jejich březích.

### Zvířata
Věrně zpodobena je většina zvířat, a to jak tvarem, tak v pohybu. Jejich barevné provedení často neodpovídá přírodě, ale záměru autora, který usiluje o kontrast barevných ploch. Je pozoruhodné, že se tu na stěnách vyskytují detailní malby zvířat, která na Santorini nikdy nežila. Podle všeho byli tito umělci seznámeni s egyptskou ikonografií, neboť jsou zde k vidění severoafrická zvířata jako divoké kočky, antilopy a opice, stejně jako mytologická zvířata, např. gryf.

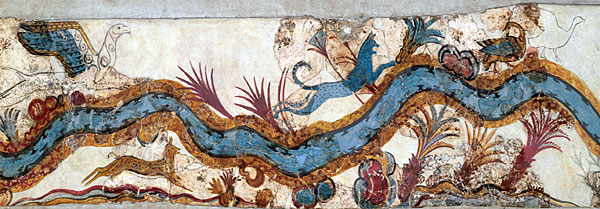
Detail krajiny s meandrující řekou

Na březích zmíněné řeky jsou vymalovány zvířecí lovecké scény. Kočka, vyvedená v zářivé modři, se plíží pobřežní vegetací za vodním ptactvem. Tvarem těla a skvrnami připomíná servala, africkou kočkovitou šelmu. Tato interpretace ovšem není zcela jistá, také se může jednat o domestikovanou kočku egyptskou, případně o divokou kočku plavou. Zatím se ale nenašla v Akrotiri malba lva, jaké jsou známy z Kyklad či z příbuzných nalezišť. Stylizovaný lev zdobí pouze tělo jedné z lodí, kterou lze podle ozbrojenců na palubě považovat na loď válečnou.
Nikterak neobvyklé pro kykladské kultury je zpodobení gryfa, mytického zvířete s tělem lva a s křídly, který zde útočí na srnce. Tvar hlavy už nelze rozeznat, je tedy otázkou, zda měl podobu sokola, jak je obvyklé u egyptských zobrazení, nebo podobu supa, jak naznačuje tvar krku. Zobrazování supa má dlouhou ikonografickou tradici, která má svoje kořeny v Mezopotámii ve 4. tisíciletí př. n. l., do egejské oblasti se rozšířilo přes Egypt a Sýrii. Nejstarší kykladské nálezy pocházejí z Phylakopi na Melosu a jsou datovány do III. fáze střední kladské kultury. V Akrotiri jsou dosud známa dvě taková zpodobení, ta jsou ovšem mladší, spadají do počátku pozdního kykladského období. Kromě krajiny s řekou obsahuje silně stylizovanou podobu gryfa také freska „Sběračky šafránu“. Kromě nich byl nalezen gryf na obzvláště velkém zásobním pithoi, pak na jednom hliněném střepu, kde lze rozeznat zobák, hlavu a krk, jež se zdají poukazovat právě na gryfa, a rovněž na jednom pečetním otisku, který zobrazuje sfingu s ptačí hlavou. Zpodobení gryfa lze považovat za rovnocenné a zaměnitelné se zpodobením lva jako symbolu síly a moci. V odborné literatuře se mu místy přisuzuje také náboženská funkce. Gryfovu kořist zde představuje srnec. Jeho zpodobení i vybarvení odpovídá skutečnosti, umělec tedy musel vědět, jak vypadá.
Zobrazení krávy či býka jsou na Kykladech i na Akrotiri řídká. Na jedné z velkých nástěnných maleb stojí dvojice hůře rozeznatelných zvířat vedená člověkem před městskou branou. Se zpodobením býka se lze setkat na pečetních otiscích, v obou případech má jít patrně o obětní zvířata. Na nálezech z ostrova Délos jsou býci vyobrazeni spolu s labrysem, dvojbřitou sekerou, která je náboženským mínojským motivem, a vyskytuje se tu rovněž ve spojení s posvátným místem. Ovce a kozy jsou vykresleny jako stádní zvířata v jedné pastevecké scéně.

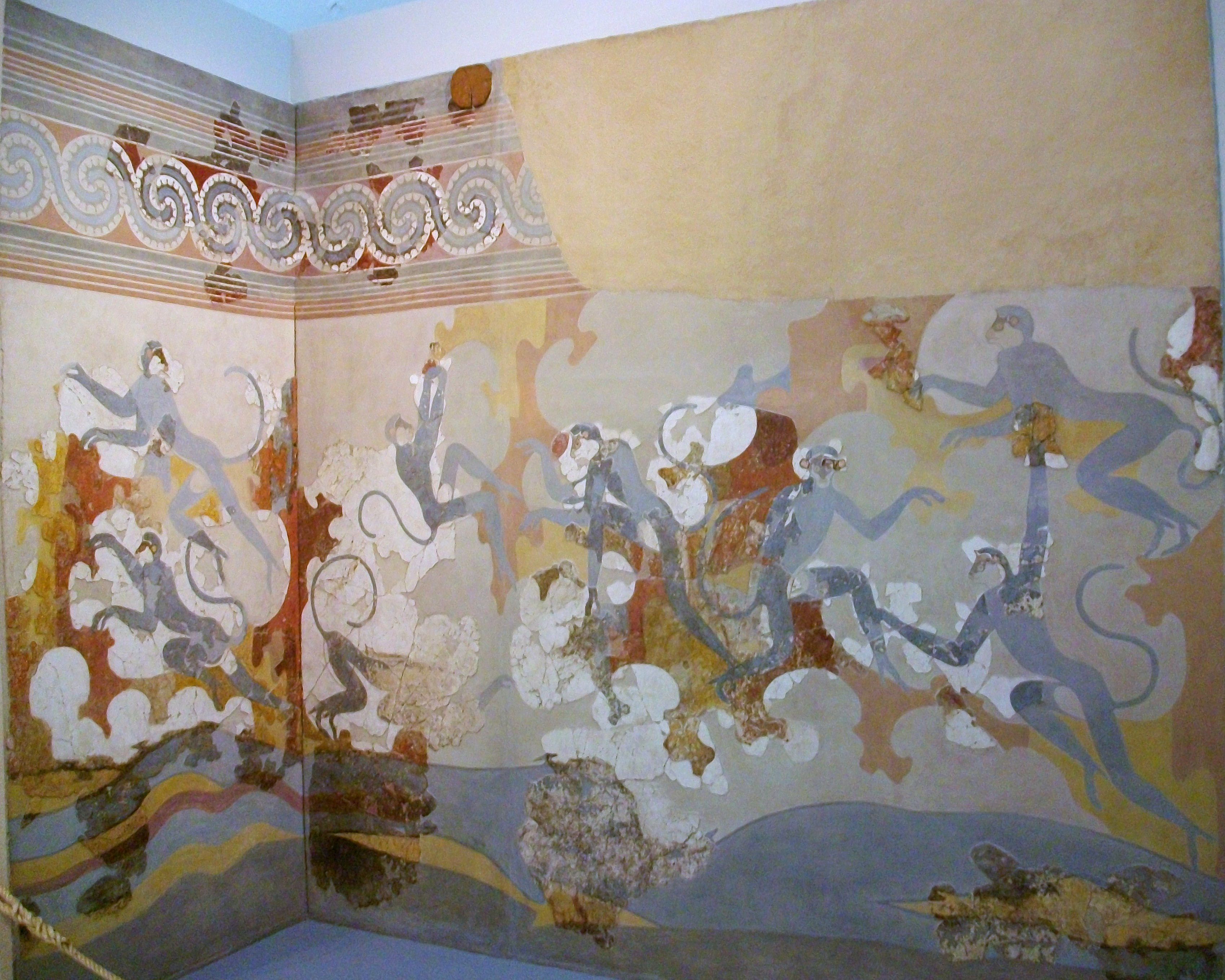
Modré opice

Na dvou velkoformátových freskách se vyskytují věrně zpodobené antilopy. Častěji nacházíme mezi zobrazenými zvířaty opice. Oba zvířecí druhy nepatřily mezi původní zvířata žijící na ostrově. Mohlo se jednat o lesostepní kočkodany rodu Chlorocebus, což by ukazovalo na kontakty s Egyptem. Na horním toku Nilu je dodnes rozšířen kočkodan obecný bělozelený (Chlorocebus aethiops aethiops) a kočkodan obecný černozelený (Chlorocebus aethiops pygerythrus). Také by se ovšem mohlo jednat o opici z rodu hulmanů (hulman posvátný, Semnopithecus entellus), která žije v Nepálu, Bhútánu, na severu Indie a v údolí řeky Indus.
V Akrotiri byl na rozdíl od ostatních Kykladských ostrovů, kde je zaznamenáno jen několik takových nálezů, v oblíbě motiv delfína. Nachází se hned na deseti amforách vyrobených přímo ve městě, zatímco na amforách dovezených odjinud sotva jednou. Na freskách zobrazují delfíni moře a nacházíme je také jako součást dekorativních nástěnných maleb. Všechna zpodobení delfínů jsou si podobná a jsou jen schematická. Někdy se objevuje delfín doplněný o znaky ryby (obrysem a vybarvením je to delfín, má však žábry – Phylakopi na Melosu).
Oblíbená jsou rovněž zobrazení ptáků. Mezi vodními ptáky jsou to hlavně husy. Rozpoznat lze husici nilskou (Alopochen egyptiaca) nebo také husu velkou (Anser anser), případně jde o umělcem zvolenou kombinaci jejich znaků. Detailní zobrazení holuba se zatím neobjevilo, některé z lodí ale zdobí stylizované holubice. Na trupu jedné lodi uprostřed plachetnic se objevuje hned řetězec stylizovaných holubic. To je chápáno jako symbol s významem poselství. Ptáci patřící mezi vlaštovkovité (Hirundinidae) jsou zobrazováni hojně, hlavně ve spojení s kvetoucí krajinou, což se vysvětluje jako motivické zobrazení jara. Velmi často se vyskytují na keramických výrobcích z Akrotiri, a to až natolik často, že to může být považováno za jejich rozpoznávací znak.

### Rostliny
Rostliny jsou vykresleny do takových podrobností, že i po 3500 letech lze rozpoznat, o jaké druhy se jedná. Ze stromů jsou to borovice pinie (Pinus pinea), řečík pistáciový (Pistacia vera), olivovník evropský (Olivea europaea) a fíkovník (Ficus). Listy některých fíkovníků mají trochu odlišný tvar, mohlo by se pak případně jednat ještě o dub cesmínovitý (Quercus ilex).
Řada rostlin lemuje vodní tok. Lze rozeznat ostřici (Carex), trávy (Poales) a rákos (Phragmites australis).

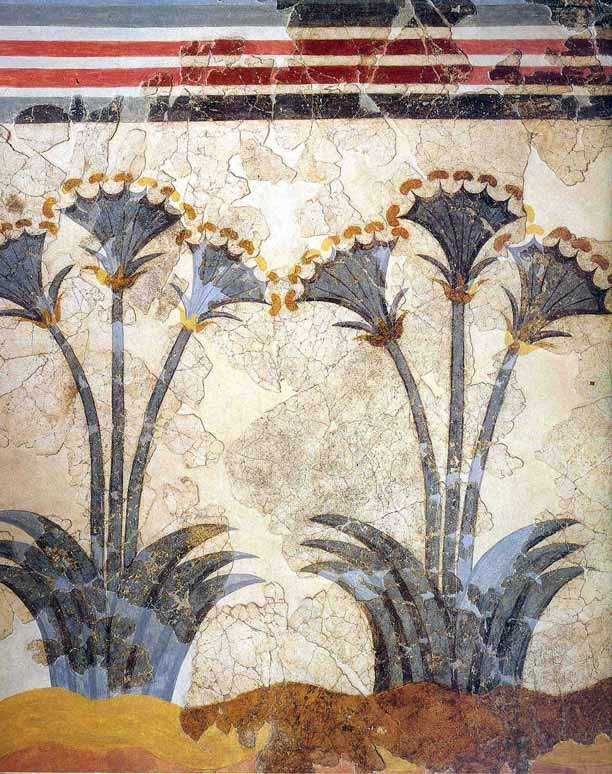
Květy papyru v Domě žen

Významné místo mezi rostlinami má papyrus, respektive šáchor papírodárný (Cyperus papyrus). Je součástí rostlinného zobrazení krajiny, vyskytuje se samostatně na velkoformátových freskách a objevuje se rovněž na keramických výrobcích. Jeho zobrazení je silně schematické, představuje tuto rostlinu ve stádiu nezralosti. Zobrazení papyru v Akrotiri jsou naprosto identická s jejich vyobrazeními nalezenými v Mykénách, ve Phylakopi (Melos) a na Knossu (Kréta), což svědčí o přímé výměně umělců mezi těmito lokalitami či o inspiraci šířící se mezi nimi. Jedna z teorií naproti tomu považuje tato vyobrazení za rostlinu z čeledi amarylkovitých (Pancratium maritinum, lír přímořský), která je ve Středomoří hojně rozšířena, o jejím kulturním využití ale není nic známo.
Datlovník (Phoenix), v Akrotiri relativně častý rostlinný motiv, se na nálezech z ostatních Kykladských ostrovů téměř nevyskytuje. Jeho tvarové zobrazení je velmi přesné, ne tak jeho vybarvení; umělec či umělci zde záměrně využívali barevného kontrastu. Motiv datlovníku se vyskytuje také často na keramických výrobcích. V jednom případě bylo zatím identifikováno vyobrazení žumary nízké (Chamareops humilis).
Stejně tak by mohl být považován za symbol Santorini šafrán. Je hojně zobrazován jako součást krajiny i jako dekorativní prvek. Nejznámější je jeho vyobrazení na fresce „Sběračky šafránu“ v domě Xeste 3. Marinatos ji objevil již v roce 1969 jako vůbec první nástěnnou malbu v Akrotiri. V souvislosti s dalšími freskami a nálezy z tohoto místa je šafrán považován za součást ženského iniciačního obřadu. Jeho stylizované květy se hojně vyskytují na keramice i na jiných freskách v Akrotiri. Na mořských scénách květy šafránu zdobí některé z lodí. Zde jsou pokládány za symbol jara.

## Figurativní plastiky

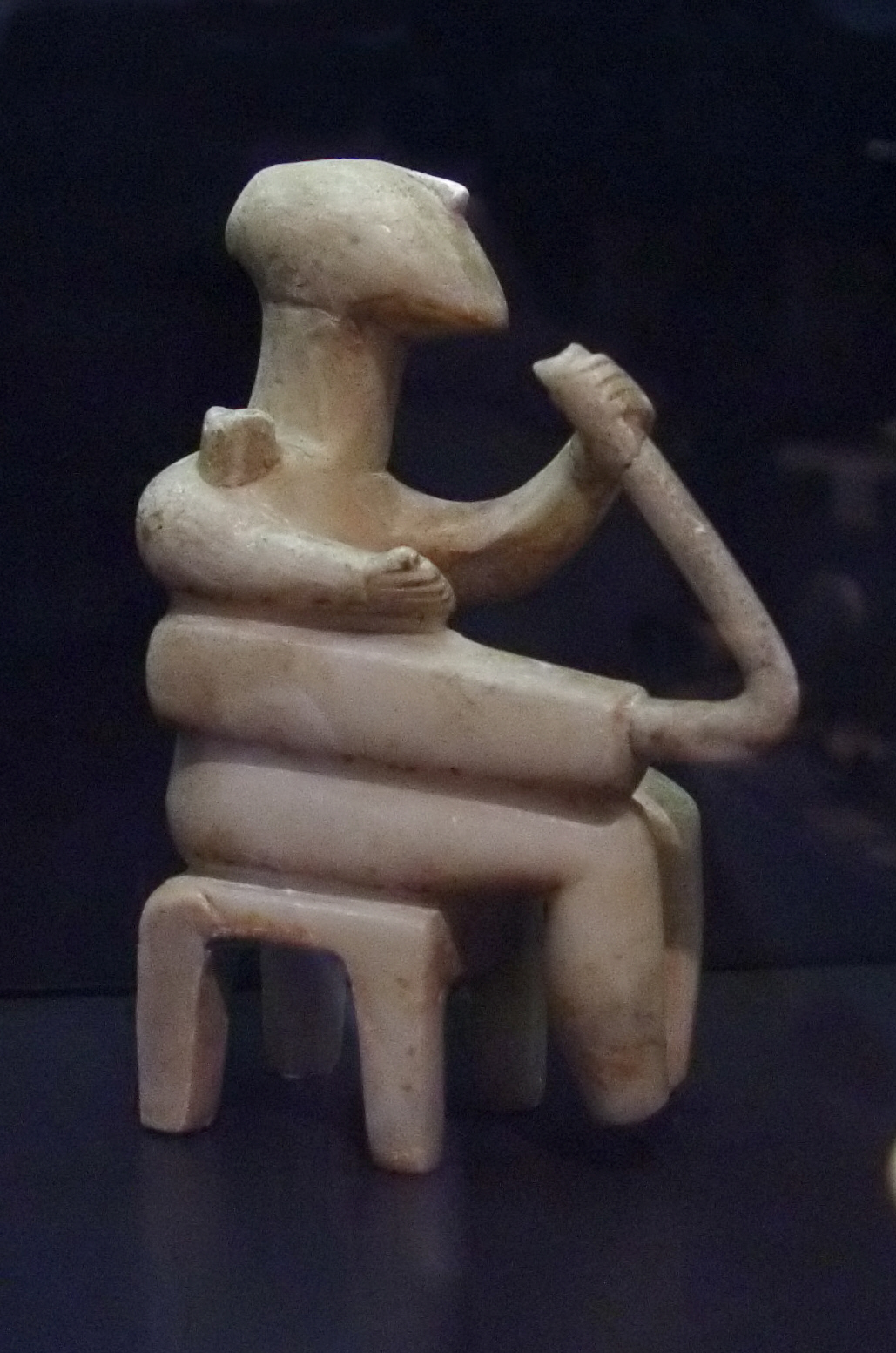
Hráč na harfu

Ještě před objevením Akrotiri byly na ostrově objeveny plastiky, které mohly být posléze časově zařazeny k nějakému určitému období. Již od roku 1838 byly známy dvě mramorové figurky, asi 15 cm vysoké, které představují hráče na harfu, a pocházejí prokazatelně z tohoto ostrova. Na základě současných znalostí jsou řazeny k druhé periodě raného období kykladské kultury. Jde o nález pocházející pravděpodobně z nějakého pohřebiště. Kvalita práce prokazuje, že zemřelí žili ve větším kulturním centru, a takovým centrem Akrotiri bezpochyby bylo.
Pozoruhodné jsou zejména nálezy pocházející z blízkého okolí Kenotafového náměstí, nejrozlehlejšího prostoru, který byl zatím ve městě odkryt. Bylo zde nalezeno 17 idolů, z toho 10 z nich leželo ve výklenku v tzv. kenotafu společně s bronzovým nožem a nářadím z obsidiánu. Dalších 20 idolů bylo objeveno na jiných místech ve městě. Podle teorie Jürgena Timmeho byly vesměs vyrobeny z přírodního kamene, který byl ohlazován mořským příbojem. Pětice kamenů zůstala neopracovaná, jsou ploché a v hrubých rysech připomínají lidská záda s naznačenou částí krku. Devět dalších kamenů tohoto typu prozrazuje větší či menší míru dalšího opracování. Dvanáct dalších postav je přiřazováno k tzv. houslovému typu. Jsou i nadále silně abstraktní, nesou ale určité ženské rysy: naznačené vykrojení prsou a nasazení krku. Kromě těchto 26 abstraktních idolů má 11 vypracovaný figurativní charakter. Abstraktní objekty pocházejí z větší části z mladší doby kamenné z cca 4. tisíciletí př. n. l., klasické figurativní idoly spadají do raného období kykladské kultury z doby 2500 let př. n. l.

## Nejvýznamnější budovy

### Západní dům
Zatím nejbohatším pramenem pro interpretaci nástěnných maleb, které byly dosud objeveny, je takzvaný Západní dům. Zdejší nálezy pocházejí z let 1972–1975.

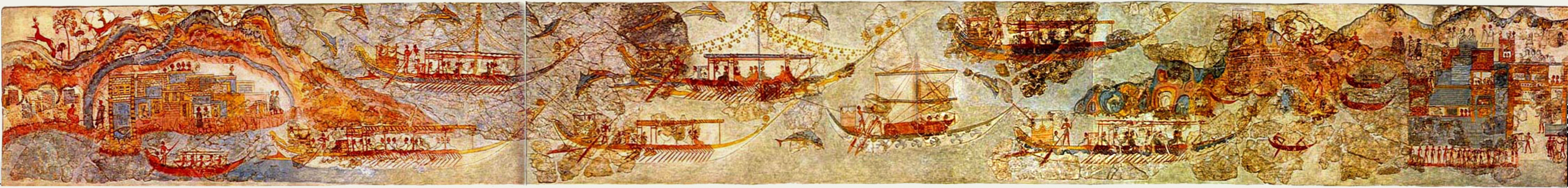
Detail fresky s lodní flotilou za Západního domu

V místnosti číslo 5 se nacházejí hned tři podélné vlysy s vymalovanými scénami. Jeden se táhne nad okny a dva na jejích vnitřních stěnách, ty jsou ovšem přerušeny dveřními otvory. Další nástěnné malby s námořní tematikou se nacházely v sousední místnosti.

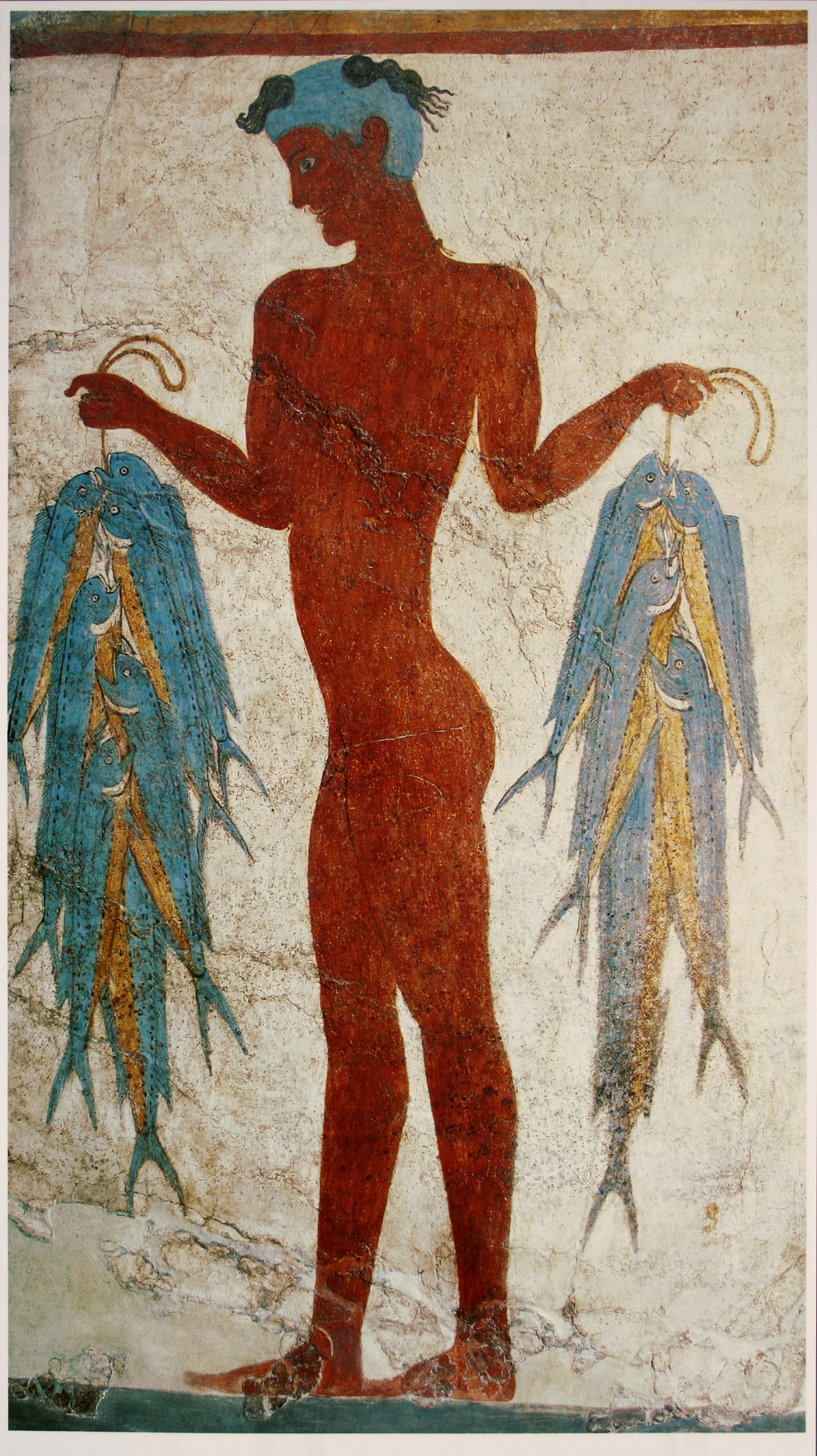
Freska s nahým chlapcem a rybami

Na zmíněných třech vlysech, které jsou vysoké 40 cm, se objevují následující vyobrazení (první dvě se týkají pásu jednoho na severní stěně, jeho spojovací část se nedochovala):
- Ceremonie na pahorku – slavnostně odění lidé obojího pohlaví stoupají ze dvou stran na pahorek, na jehož úpatí se nachází posvátný pramen. Řada z nich nese v přepažených rukách špatně rozeznatelné předměty, patrně misky se světlem.
- Na pozadí pastevecké scény se stádem ovcí a koz kráčí bojovníci v plné zbroji. Na pobřeží je vymalována stavba, která mohla sloužit jako ochrana lodí při nečasu.[36] Přímo pod touto budovou a pod řadou bojovníků je bez zřejmé souvislosti namalována scéna ztroskotání. Z paluby lodi, která najela na skaliska, se vrhají do moře tři nahé postavy. Význam celé této scény zůstává nejasný.
- Další vymalované pole na východní stěně představuje krajinu s řekou. Tento motiv se často objevuje na Krétě, tam je ale zobrazována egyptská krajina, s jejími rostlinami i zvířaty. V Akrotiri je tomu poněkud jinak, vegetace i zvířata mají podobný, exotický charakter, objevují se tu ale i znaky místního koloritu. S řekou pak souvisejí dvě podřízená témata: dravci při lovu a zemědělské plodiny (palmy, papyrus).
- Za vrchol dosud objevených fresek je považováno zobrazení lodní flotily na jižní stěně. Na cestě z menšího města je alespoň osm lodí, které míří nejkratší možnou cestou ke slavnostně vyzdobenému většímu městu. Vzdálenost, kterou mají překonat, asi nebude velká, protože lodě nejsou vybaveny na dlouhou plavbu. Na jejich palubách jsou slavnostně odění lidé, žádní vojáci, jejich cesta má tedy přátelský charakter. Podle detailů krajiny lze soudit, že lodě se plaví uvnitř ostrovní kaldery.[44]

Ve svém celku jsou tyto malby většinou interpretovány jako jarní slavnostní zahájení plavební sezóny po odeznění zimních bouří. Ale objevila se i vysvětlení, že by mohlo jít o oslavu návratu z vítězného tažení.

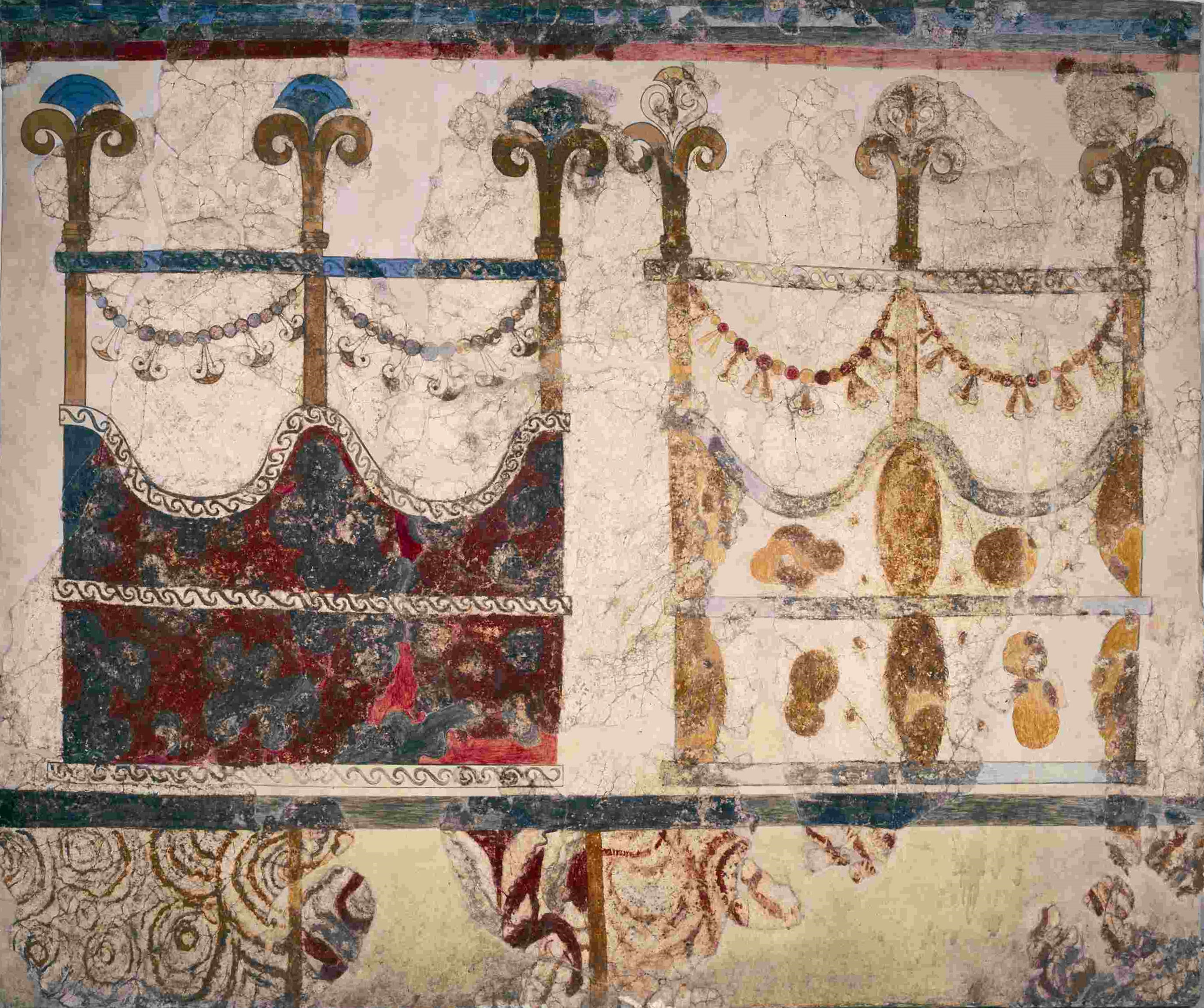
Detail fresky v místnosti číslo 4

Kromě toho zde byly nalezeny v diagonálně protilehlých rozích dvě fresky nahých mladých rybářů v téměř životní velikosti. Jde o jednu z nejlépe dochovaných fresek z Akrotiri. Ukazuje mužskou postavu, která v každé ruce drží svazek ryb svázaných žlutou šňůrou. Postavy jsou nahé a mají částečně oholenou hlavu, což naznačuje, že jde o mládež provádějící náboženský rituál.
Všechny čtyři stěny sousední místnosti číslo 4 jsou vymalovány jako vnitřek lodní kajuty, takže návštěvník měl získat dojem, že se nachází uvnitř lodi. Vzhledem k námětu se tato freska nazývá „Kajuta lodi“ nebo také „Ikrion“. Na základě podobnosti výjevu s kajutou nejhonosnější lodi na fresce s flotilou bývá uváděno, že by mohlo jít o stejnou kajutu. Obsahuje též několik rostlinných motivů, které zdobí girlandy u závěsů.
U okna v téže místnosti byly nalezeny fresky s červenými liliemi v kamenné váze, dvě shodná zobrazení na obou protilehlých ostěních.

### Xesti 3
Budova Xesti 3 na jihovýchodním okraji archeologického areálu je považovaná za veřejně přístupnou stavbu, kde probíhaly iniciační a přechodové rituály. Jedná se o nejméně dvoupodlažní budovu se 14 místnostmi v každém patře. Kromě depotu zvířecích rohů a schránky se zlatým kozím idolem, které byly nalezeny poblíž, by na to ukazovala i bohatá výmalba s freskami nejrůznějšího obsahu. V této budově se nachází největší počet fresek, které byly dosud v Akrotiri objeveny, stalo se tak v roce 1970. V místnosti se sníženou podlahou, původně považované za bazének pro očistnou lázeň, nově ale interpretované jako adyton, se našel výklenek ve zdi, interpretovaný dnes jako schránka pro cenné předměty, neboť zde byla nalezena dvojice býčích rohů vyrobená z kamene. Tento prostor je zakončen několika dveřními otvory vedle sebe (tzv. polythyron), kterými je propojen s dalšími místnostmi. V patře jsou ještě jiné místnosti spjaté s kultovními účely, zde nalezené fresky mají vysokou úroveň.
V místnosti se sníženou podlahou a výklenkem byla objevena freska se třemi mladými ženami. Vlevo vymalovaná dívka kráčí vpravo a drží v jedné ruce náhrdelník. Uprostřed sedí nejmladší z nich, má poraněnou nohu a svírá si čelo v dlaních. Dívka zobrazená v pravé části má nakročeno vlevo, ale obličejem je natočena na druhou stranu. Kromě toho je na stěně vymalován portál ozdobený kultovními rohy, z nichž stéká krev. Ve stejné místnosti, ale v části, kterou oddělovala od prostoru se sníženou podlahou stěna, a nebylo na ni odtud vidět, jsou na stěně vymalovány čtyři nahé chlapecké a mužské postavy. Z nich dvě patří evidentně dospělým a jedna z nich je v dětském věku.

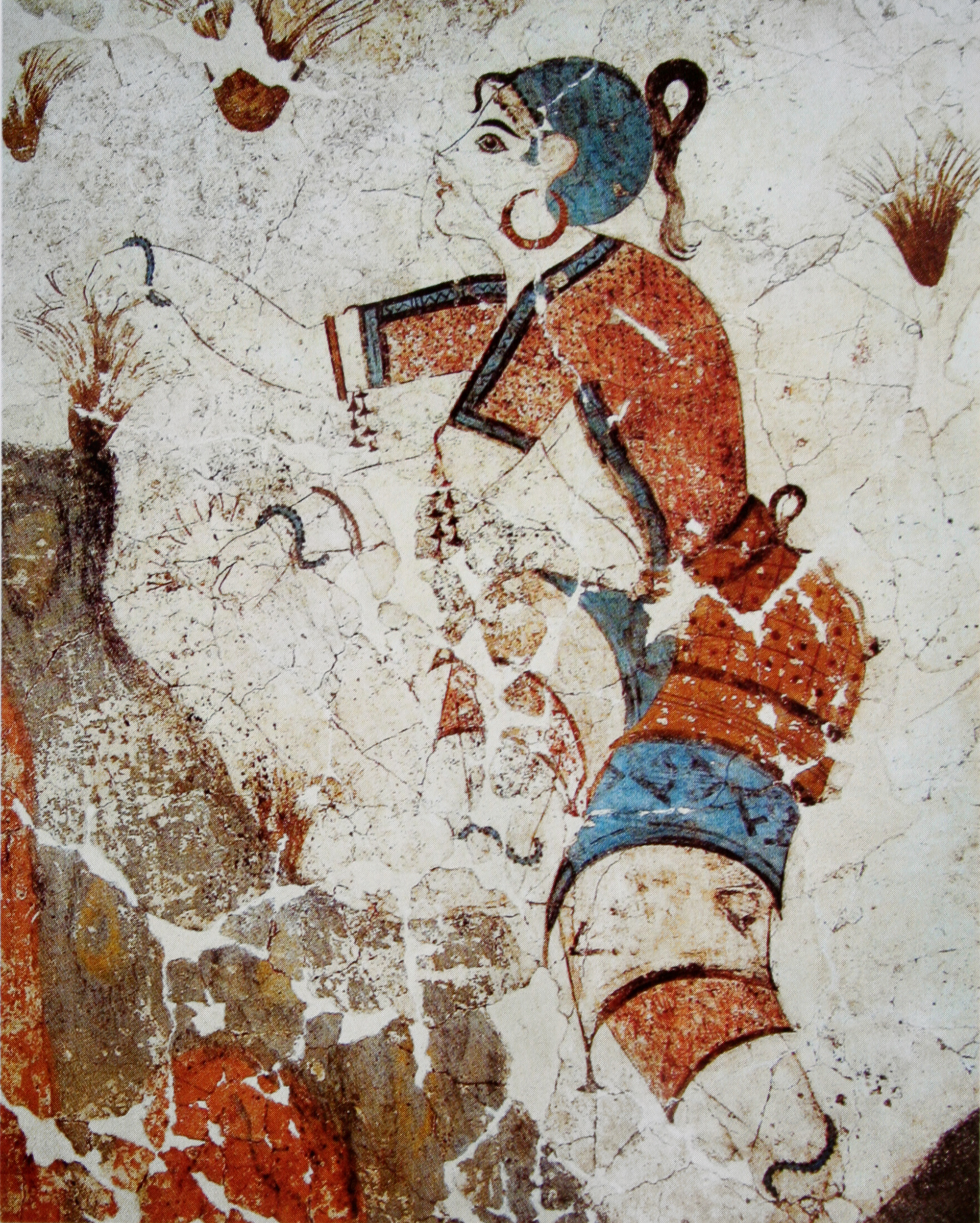
Sběračka šafránu

Nejznámější freskou z tohoto domu jsou „Sběračky šafránu“. Našly se na východní a severní stěně v místnosti číslo 3a v prvním patře, zachovaly se ale jen částečně. Zleva doprava se odehrává ikonograficky pozoruhodná scéna: žena s náhrdelníkem na krku sedí na trůně před vymalovanou krajinou (jde patrně o královnu nebo bohyni), nad ní bdí gryf s roztaženými křídly. Před ní se sklání dívka a cosi vysypává z košíku do jiné nádoby, pravděpodobně šafrán. Mezi oběma postavami stojí opice, vykreslená v modrých tónech, která nabízí ženě na trůně misku s několika květy. Kvůli přítomnosti zástupců zvířecí říše bývá tento výjev označován také jako „panovníce zvířat“ a je spojován se starým antickým ženským božstvem Potnia theron (ochránkyně divé zvěře, v Řecku ji později ztělesňovala Artemis). 
Uprostřed stěny, na hůře dochované fresce, je zobrazena dívka s košíkem plným šafránu, jak kráčí kopcovitou krajinou směrem k sedící bohyni. Zvlněná krajina pokračuje i na východní stěně, kde je vymalována mladá a starší žena při sklizni šafránu. Jejich postavy jsou detailně vykresleny a mají individualizované rysy. Freska neukazuje jen fáze ve sběru šafránu, ale je vykládána rovněž jako rituál přechodu k dospívání. V této budově byly objeveny ještě fragmenty dalších fresek, jedna z nich obsahuje náznaky dvou ženských postav, druhá krajinu s rákosem a jinými vodními rostlinami.
U vchodu do budovy a na schodišti byla objevena horská krajina se dvěma zvířecími scénami a minimálně s jedním člověkem. Druhé nadzemní patro obsahuje různé dekorativní vzory, mezi nimiž převažují rozety a spirály. Další krajinné motivy a zlomky dalších vyobrazení zatím čekají na svoje zrestaurování.
Na těchto zobrazeních je nápadné, že je tu zobrazeno velké množství osob, které jsou genderově odděleny. Podle dosavadních výzkumů se soudí, že v přízemí a v patře budovy probíhaly zasvěcující rituály, kterých se účastnily obě pohlaví odděleně.

### Xesti 4
Budova o třech podlažích, největší, která byla dosud v Akrotiri vykopána. Měla patrně veřejnou funkci, o čemž svědčí její velikost, bohaté obložení fasády opracovanými kvádry i její výzdoba. Částečně je zatím zrekonstruována freska, která zdobila obě strany vnitřního schodiště. Představuje průvod mužských postav v životní velikosti, stoupajících po schodech.

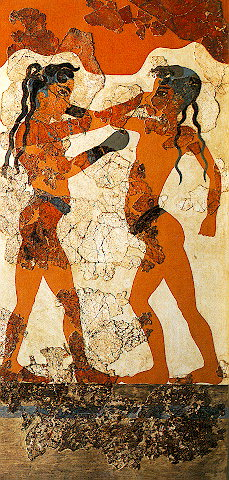
Dvojice boxujících chlapců

### Sektor Beta
Pravděpodobně se skládá se dvou samostatných, ale vzájemně spojených budov. V prvním patře západně položené budovy Beta 1 se našly malby antilop a boxujících chlapců. Z připojené budovy Beta 6 pocházejí fresky modrých opic lezoucích po skalách, které se snaží uniknout pronásledování dvou psů. Tato freska se zachovala pouze ve fragmentární podobě.
To se týká i boxující dvojice. Jak je obvyklé v jiných formách řeckého umění, je mužská kůže malovaná červeně, zatímco ženy jsou vždy zpodobovány bílé. Barva kůže boxujících chlapců naznačuje jejich pohlaví, zatímco forma účesu ukazuje, že jsou ještě dětmi. Na těle mají pouze pás a bederní roušku, boxerská rukavice je navlečena pouze na jejich pravé ruce. Chlapec nalevo má zdobnější účes a také velké množství ozdob (náhrdelník, náušnice, náramky), zatímco pravý chlapec nemá na sobě žádné šperky.

### Dům žen
Tato budova byla pojmenována podle velkoformátové fresky zdobící místnost v prvním patře, která zpodobuje ženské postavy a kvetoucí papyrusy. Papyrusy jsou zobrazeny po třech a pokrývají tři stěny. Právě v této budově byl nalezena světelná šachta přivádějící světlo do interiéru.

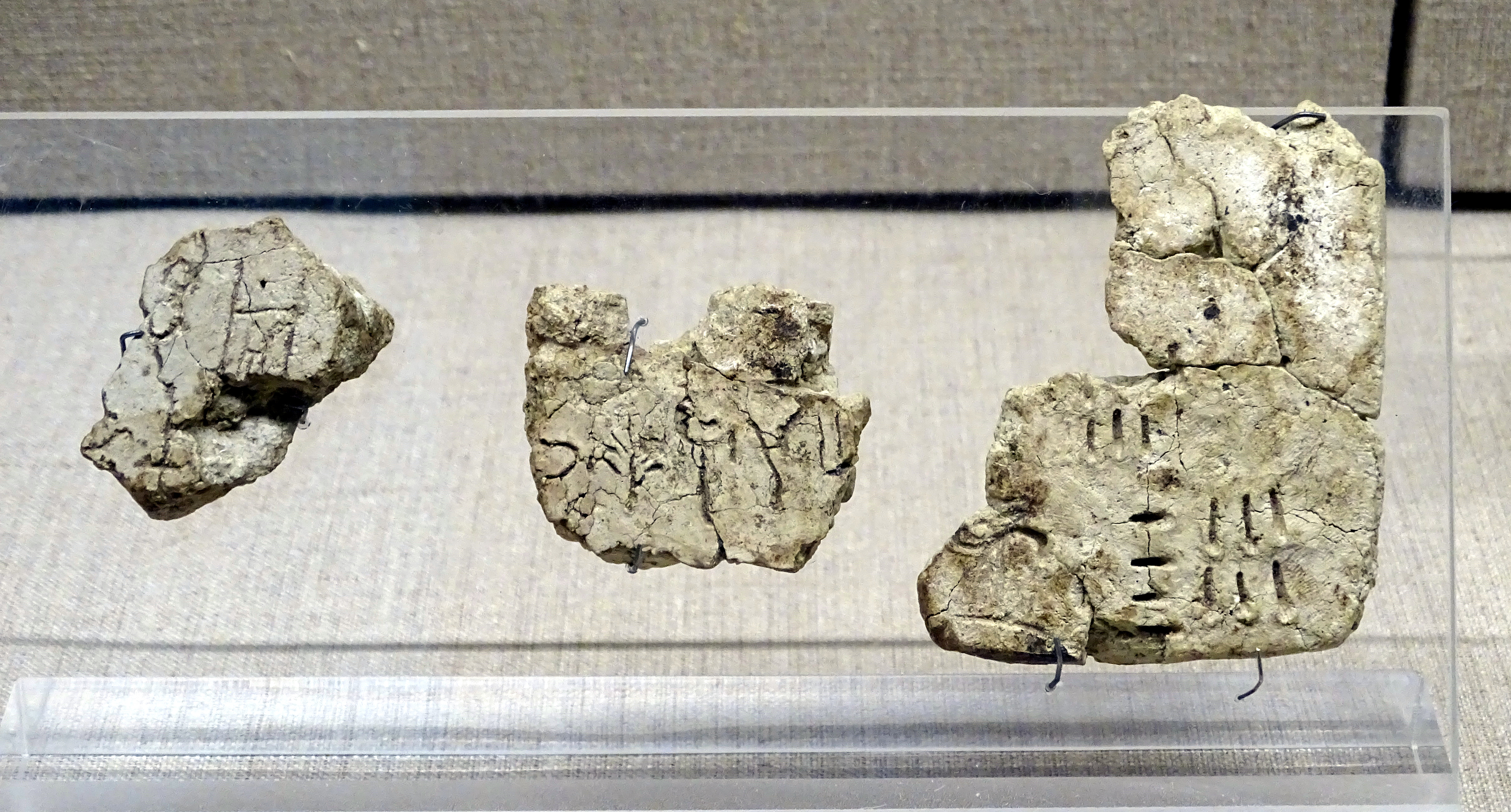
Příklad lineárního písma typu A nalezeného v Akrotiri

### Komplex Delta
Zahrnuje čtyři budovy, přičemž východní obsahovala nástěnnou malbu s námětem jara. Skalnatá krajina je osázena kvetoucími liliemi a mezi nimi poletují vlaštovky. Byla objevena v roce 1970, pokrývala jižní, západní a severní zeď místnosti. V komplexu bylo vykopáno velké množství dovezené keramiky a jiných bronzových a cenných předmětů. Zde byly také objeveny hliněné tabulky se záznamy psané lineárním písmem typu A.

## Výstavní prostory archeologického naleziště

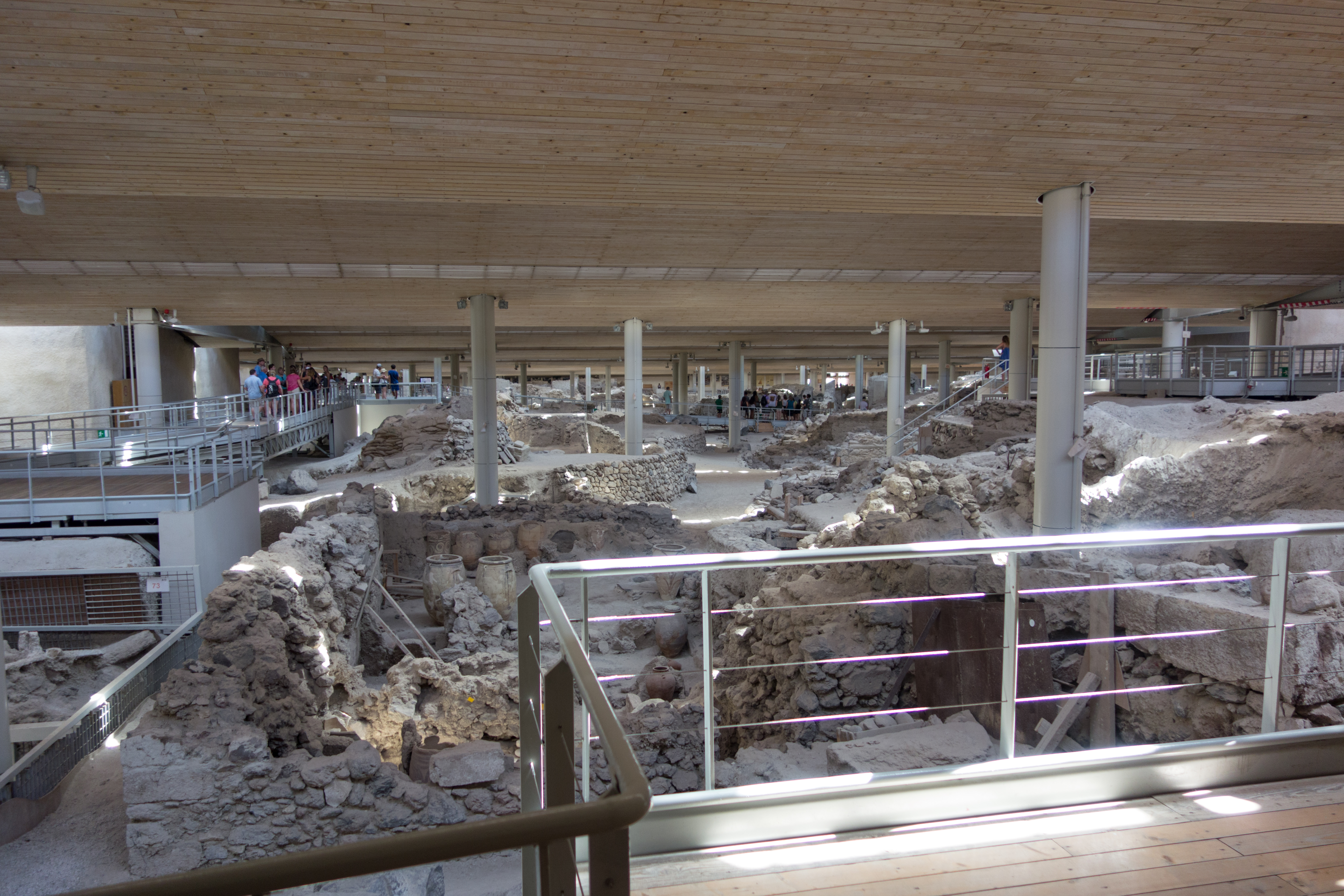
Pohled do prostoru vykopávek

Naleziště bylo znovu otevřeno pro návštěvníky v dubnu 2012. Hlavní prohlídkový okruh vede z jeho jižního okraje podél nejrozsáhlejšího komplexu budov ke Kenotafovému náměstí a vrací se nejdelší ulici a přes dvě menší náměstí zpět k výchozímu bodu. Turisté mohou nahlížet do suterénu a vnitřku budov, všímat si architektury domu se schodištěm, zblízka zkoumat různé průchody. Mohou pozorovat detaily konstrukcí zdí, napojení nosných trámů, podobu fasád aj. Na několika místech jsou rozmístěny pithoi, amfory a jiná keramika, mlýnské kameny či jiné nalezené předměty, zhruba tak, jak zde byly odkryty.
Shodou příznivých okolností mělo Řecko v době objevení Akrotiri dostatek odborníků se specializací na odkrývání a rekonstrukci nástěnných maleb. Nalezené fresky byly restaurovány v Národním archeologickém muzeu v Athénách a většina z nich je tam i vystavena. V roce 2001 bylo archeologické muzeum věnované nálezům v Akrotiri otevřeno i ve Fiře (Muzeum prehistorické Théry), v centru ostrova Santorini, takže mnohé nalezené artefakty a fresky si mohou zájemci prohlédnout také tam. Jsou zde k vidění keramické výrobky, hliněné tabulky s lineárním písmem typu A, nádrže na vodu ze sopečného tufu, zrekonstruované sádrové odlitky nábytku i některé z kykladských idolů.
Fresky s lodními motivy z Akrotiri, zejména lodní flotila, posloužily jako předloha pro věrnou rekonstrukci podoby mínojské veslice, která vznikala v krétském přístavu Chania mezi lety 2001 a 2004. Tzv. Minoa byla postavena pomocí tradičních metod a poprvé se předvedla veřejnosti na letních olympijských hrách roku 2004 v Athénách. V současnosti je vystavena v námořním muzeu v Chanii.